# Dacia thuộc La Mã
Dacia thuộc La Mã (còn gọi là Dacia Traiana và Dacia Felix) là một tỉnh của đế quốc La Mã (từ năm 106-271/275 CN). Lãnh thổ của nó bao gồm phía đông và phía đông nam Transilvania, Banat, và Oltenia (những vùng đất của Rumani ngày nay). Từ lúc mới bắt đầu được thành lập, nó đã là một tỉnh trực thuộc hoàng đế và vẫn như vậy trong suốt giai đoạn chiếm đóng của người La Mã. Các sử gia ước tính dân số của Dacia La Mã khoảng từ 650.000 đến 1.200.000 người.
Cuộc chinh phục Dacia đã được Hoàng đế Trajan (năm 98-117) hoàn tất sau hai chiến dịch lớn chống lại vương quốc Dacia của Decebalus. Người La Mã đã không chiếm toàn bộ vương quốc Dacia cũ, bởi vì một phần lớn của Moldavia, cùng với Maramureş và Crişana, đã nằm dưới sự thống trị của người Dacia tự do ngay cả sau khi người La Mã chinh phục. Năm 119, tỉnh La Mã này đã được chia thành hai phần: Dacia Superior (Thượng Dacia) và Dacia Inferior (Hạ Dacia) (sau này mang tên là Dacia Malvensis). Vào năm 124 (hoặc khoảng năm 158), Dacia Superior được chia thành hai tỉnh: Dacia Apulensis và Dacia Porolissensis. Trong suốt các cuộc chiến tranh Marcomanni, chính quyền quân sự và tư pháp đã được thống nhất dưới sự chỉ huy của một thống đốc, với hai nguyên lão khác (legati legionis) là cấp dưới của ông. Vùng lãnh thổ này còn được gọi là tres Daciæ (Tam Dacia) hoặc chỉ đơn giản là Dacia.
Những nhà cầm quyền La Mã đã tiến hành khai thác Dacia một cách ồ ạt và tiến hành xây dựng các thuộc địa. Những khu mỏ mới đã được mở ra và việc khai thác quặng được đẩy mạnh, trong khi nông nghiệp, chăn nuôi, và thương mại cũng phát triển mạnh mẽ trên địa bàn tỉnh. Dacia bắt đầu cung cấp ngũ cốc không chỉ cho các lực lượng quân sự đóng quân ở trong tỉnh mà còn cho phần còn lại của khu vực Balkan. Nó đã trở thành một tỉnh có mức độ đô thị cao, với 11 hoặc 12 thành phố đã được biết đến, trong đó có 8 thành phố đã được xếp vào hạng cao nhất là Colonia, mặc dù vậy số thành phố của nó lại ít hơn so với các tỉnh khác của khu vực. Tất cả các thành phố phát triển từ các doanh trại quân sự cũ. Apulum là nơi mà các thống đốc quân sự của cả ba phân khu đặt trụ sở chính của họ, không chỉ đơn thuần là thành phố lớn nhất của tỉnh, nó còn là một trong những thành phố lớn nhất trên toàn bộ khu vực biên giới Danube.
Đã có những mối đe dọa quân sự và chính trị từ khi tỉnh Dacia của La Mã bắt đầu tồn tại. Người Daci tự do sống tiếp giáp với tỉnh là những kẻ thù đầu tiên, sau khi liên minh với người Sarmatia, họ liên tục quấy nhiễu tỉnh này trong thời kỳ cai trị của Marcus Aurelius. Sau một khoảng thời gian yên tĩnh kéo dài từ thời Commodus tới Caracalla (180-217 CN), tỉnh này một lần nữa lại bị những kẻ xâm lược bao vây, lần này là người Carpi, một bộ tộc Daci trong liên minh với người Goth mới đến, trong thời gian đã trở thành một vấn đề nghiêm trọng cho đế quốc. Nhận thấy rằng ngày càng khó khăn để có thể giữ lại Dacia, các vị hoàng đế đã buộc phải từ bỏ tỉnh này vào thập niên 270, và nó trở thành thuộc địa lâu đời đầu tiên của Roma bị từ bỏ. Dacia đã bị tàn phá bởi các bộ lạc người Đức (Goth, Taifali, Bastarn) cùng với người Carpi vào năm 248-250, bởi người Goth và Carpi và năm 258 và 263, người Goth và người Heruli trong năm 267 và 269 Các tác phẩm cổ đại ngụ ý rằng Dacia gần như đã bị mất trong thời kỳ cai trị của Gallienus (253 - 268), nhưng chúng cũng ghi lại rằng là Aurelianus (270-275) đã từ bỏ Dacia Traiana. Ông đã rút bỏ quân đội của mình cùng chính quyền dân sự ra khỏi Dacia, và thành lập Dacia Aureliana với thủ phủ của nó tại Serdica thuộc Hạ Moesia.

## Vương quốc Dacia và đế quốc La Mã

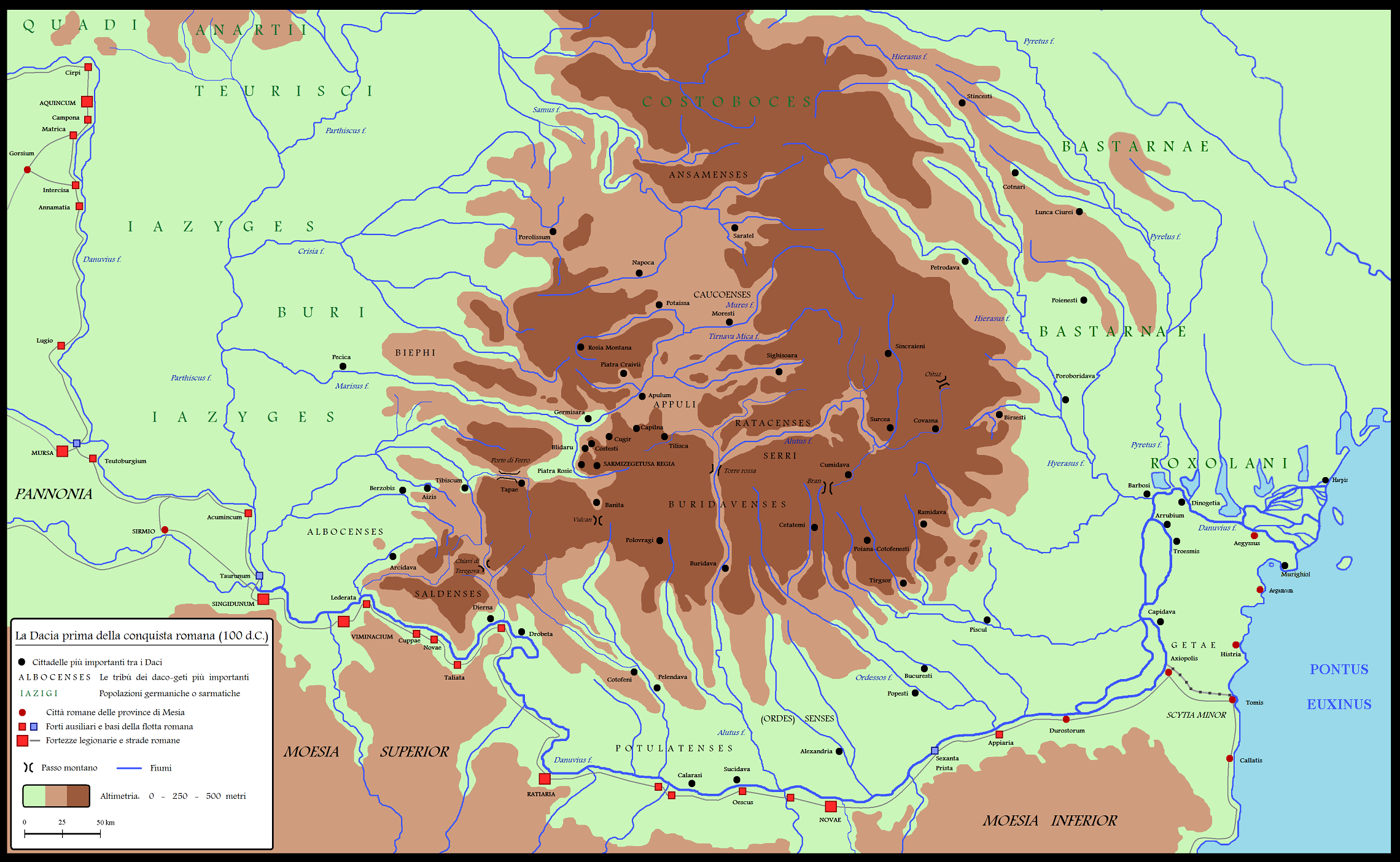
Vương quốc Dacia khoảng năm 100 CN, trước khi người La Mã chinh phục.

Người Daci và người Getae thường xuyên có tác động qua lại với những người La Mã trước khi Dacia được sáp nhập vào đế quốc La Mã. Tuy nhiên, sự chú ý của La Mã vào khu vực xung quanh hạ lưu sông Danube đã được tăng thêm khi Burebista (năm 82-44 trước Công nguyên) thống nhất các bộ lạc bản địa và bắt đầu một chiến dịch bành trướng tích cực. Vương quốc của ông kéo dài từ Pannonia ở phía tây và đến Biển Đen ở phía đông, trong khi về phía nam quyền lực của ông đã mở rộng vào khu vực Balkan.
Vào năm 74 trước Công nguyên, các quân đoàn La Mã dưới quyền Gaius Scribonius Curio đã đặt chân đến khu vực hạ lưu sông Danube và tiến hành giao thiệp với người Dacia. Người La Mã đã lo ngại về sự gia tăng quyền lực và sự khuếch đại ảnh hưởng của Burebista khi ông ta bắt đầu đóng một vai trò tích cực trong nền chính trị La Mã. Quyết định tham gia vào cuộc nội chiến của nước Cộng Hòa La Mã lúc phút chót ngay trước trận Pharsalus của ông bằng việc ủng hộ Pompey và điều này có nghĩa là một khi phe Pompey đã được đối phó, Julius Caesar sẽ hướng con mắt của mình về phía Dacia.Và như là một phần trong kế hoạch chinh phục Parthia của Caesar, ông đã lên kế hoạch tiến quân qua Dacia và loại bỏ Burebista, bằng cách đó, ông hy vọng sẽ khiến cho vương quốc Dacia tan rã. Mặc dù kế hoạch cho cuộc viễn chinh nhằm vào Dacia đã không xảy ra do vụ ám sát Caesar. Burebista đã thất bại trong việc tạo nên sự thống nhất thực sự các bộ lạc dưới sự cai trị của ông ta. Sau khi ông ta bị ám sát, vương quốc Dacia bị tan vỡ thành bốn thực thể chính trị khác biệt, sau này trở thành năm.

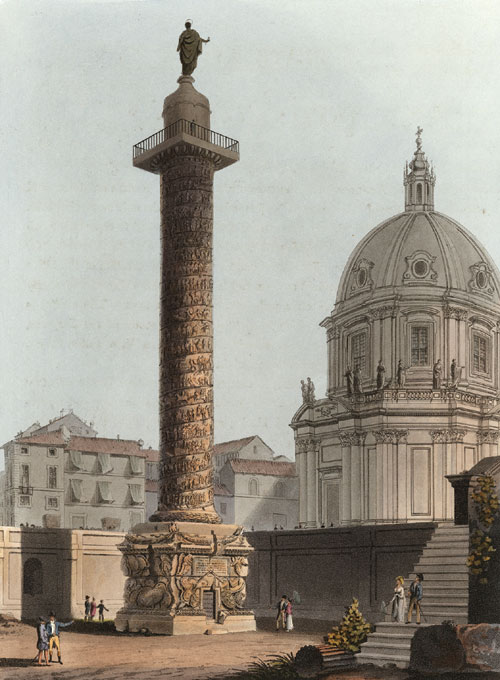
Cột trụ của Trajan (1820)

Từ lúc Burebista qua đời cho tới khi Decebalus nổi lên, quân đội La Mã vẫn tiếp tục những cuộc xung đột chống lại người Daci và Getae. Các bộ lạc này liên tục đánh phá các tỉnh lân cận như Moesia và Pannonia khiến cho các thống đốc địa phương và các vị hoàng đế phải tiến hành một số hành động trừng phạt đối với người Daci. Tuy nhiên, bất kể những điều này, đã tồn tại một mức độ đồng minh, ngoại giao và chính trị nhất định giữa Đế quốc La Mã và người Daci.
Mặc dù người ta tin rằng phong tục giao nộp các con tin hoàng gia cho những người La Mã có thể đã bắt đầu vào một thời điểm nào đó trong giai đoạn nửa sau của thế kỷ 1 TCN, chắc chắn nó đã xảy ra dưới thời Octavianus và nó tiếp tục được tiến hành trong giai đoạn cuối trước thời kì La Mã cai trị. Ở phía bên kia, các nguồn cổ đã chứng thực sự hiện diện của thương nhân và thợ thủ công La Mã ở Dacia, trong khi khu vực này cũng được dùng làm một nơi ẩn náu cho các nô lệ La Mã bỏ trốn. Sự trao đổi văn hóa và thương mại đã chứng kiến sự lan truyền dần dần ảnh hưởng của La Mã trong khu vực này, hầu hết được thấy rõ ở khu vực xung quanh dãy núi Orăştie.

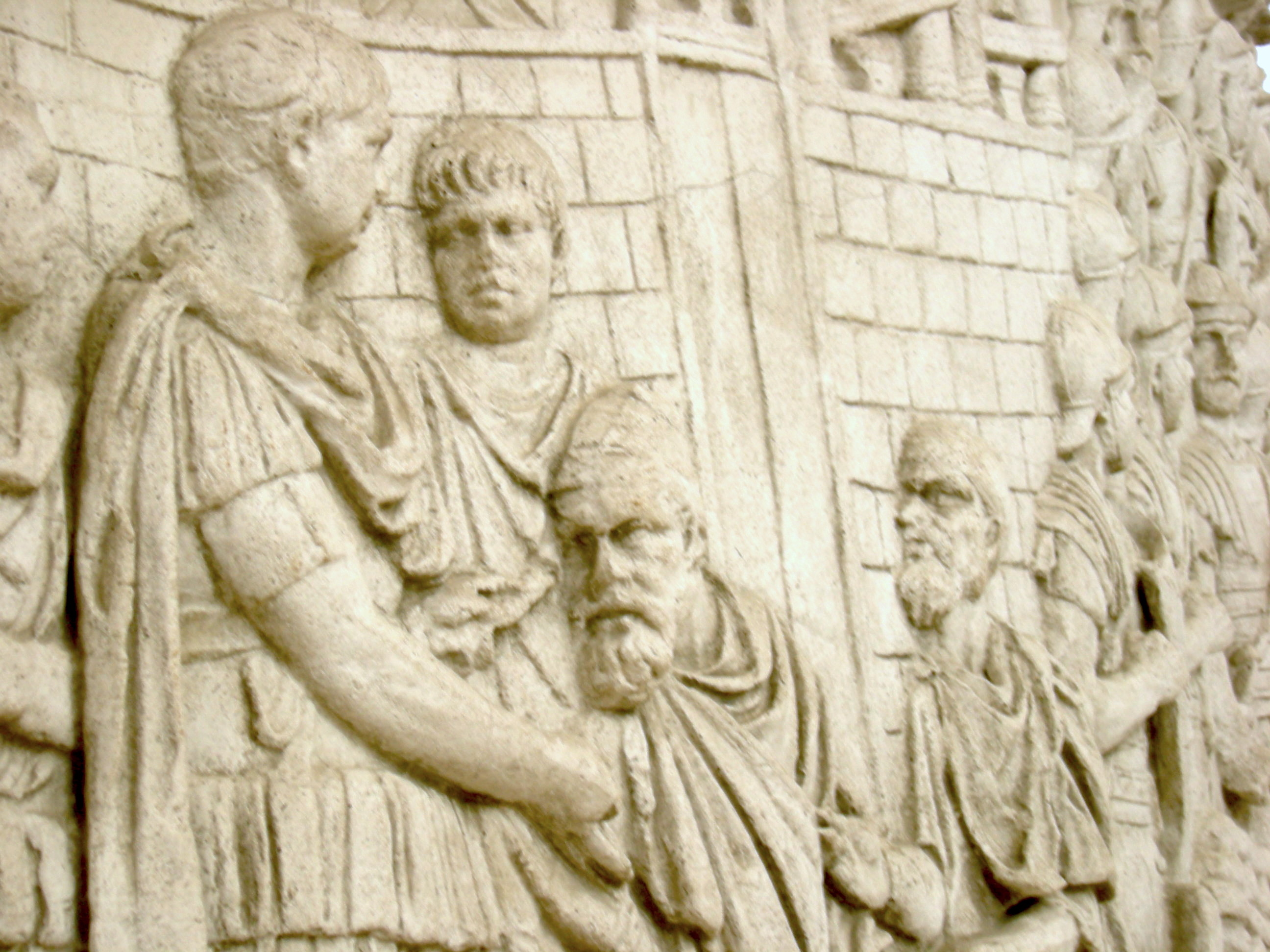
Trajan tiếp nhận sự thần phục từ một tù trưởng Dacia, người đã phản bội Decebalus.

Sự khởi nghiệp của triều đại Flavius, đặc biệt là sự lên ngôi của hoàng đế Domitianus, đã cho thấy một mức độ leo thang các cuộc xung đột dọc theo khu vực Hạ lưu và trung lưu của sông Danube. Trong khoảng năm 84 hoặc 85 CN, người Daci, dưới sự lãnh đạo của vua Decebalus, đã vượt qua sông Danube và tiến vào khu vực Moesia, họ tàn phá và giết chết viên thống đốc Moesia, Oppius Sabinus. Domitianus đã phản ứng bằng cách tổ chức lại Moesia thành Hạ Moesia và Thượng Moesia, cùng với đó ông phát động một cuộc chiến tranh chống lại Decebalus. Không thể kết thúc cuộc chiến tranh do những khó khăn trên biên giới Germania, Domitianus đã ký kết một hiệp ước với người Dacia mà đã bị chỉ trích nặng nề vào thời điểm đó. Tuy nhiên, điều này chỉ đơn thuần là một khúc dạo đầu cho các cuộc chiến tranh chinh phạt Dacia của hoàng đế Traianus. Trajan đã chỉ huy các quân đoàn La Mã vượt qua sông Danube, thâm nhập Dacia và tập trung vào khu vực quan trọng xung quanh dãy núi Orăştie. Vào năm 102, sau một loạt các cuộc giao tranh, và các cuộc đàm phán cuối cùng đã dẫn đến một sự giàn xếp hòa bình trong đó Decebalus đã đồng ý phá hủy những pháo đài của ông trong khi lại cho phép sự hiện diện của một đơn vị đồn trú La Mã ở Sarmizegetusa Regia (Grădiştea Muncelului, România) để đảm bảo người Dacia tuân thủ hiệp ước. Trajan cũng đã ra lệnh cho vị công trình sư của ông, Apollodorus của Damascus, thiết kế và xây dựng một cây cầu bắc qua sông Danube tại Drobeta.
Chiến dịch Dacia lần thứ hai của Trajan vào năm 105-106 với mục tiêu rất cụ thể đó là mở rộng và chinh phục. Cuộc tấn công lần này nhắm đến mục tiêu là Sarmizegetusa Regia. Người La Mã đã bao vây kinh đô của Decebalus, thành phố này đã đầu hàng và bị phá hủy sau đó . Vị vua của người Dacia cùng với một số ít những người theo ông đã rút lui vào núi, nhưng sự kháng cự của họ không kéo dài được lâu và Decebalus đã tự sát. Tuy vậy, các quý tộc Dacia khác, hoặc đã bị bắt hoặc đã chọn cách đầu hàng. Một trong những người đầu hàng đã tiết lộ vị trí của kho báu hoàng gia Dacia, mà giá trị của nó là rất lớn: 500.000 bảng vàng (226.800 kg) 1.000.000 bảng bạc(453.600 kg).

## Dacia dưới triều đại của các hoàng đế nhà Antoninus và Severus (từ năm 106-235)

### Sự thiết lập

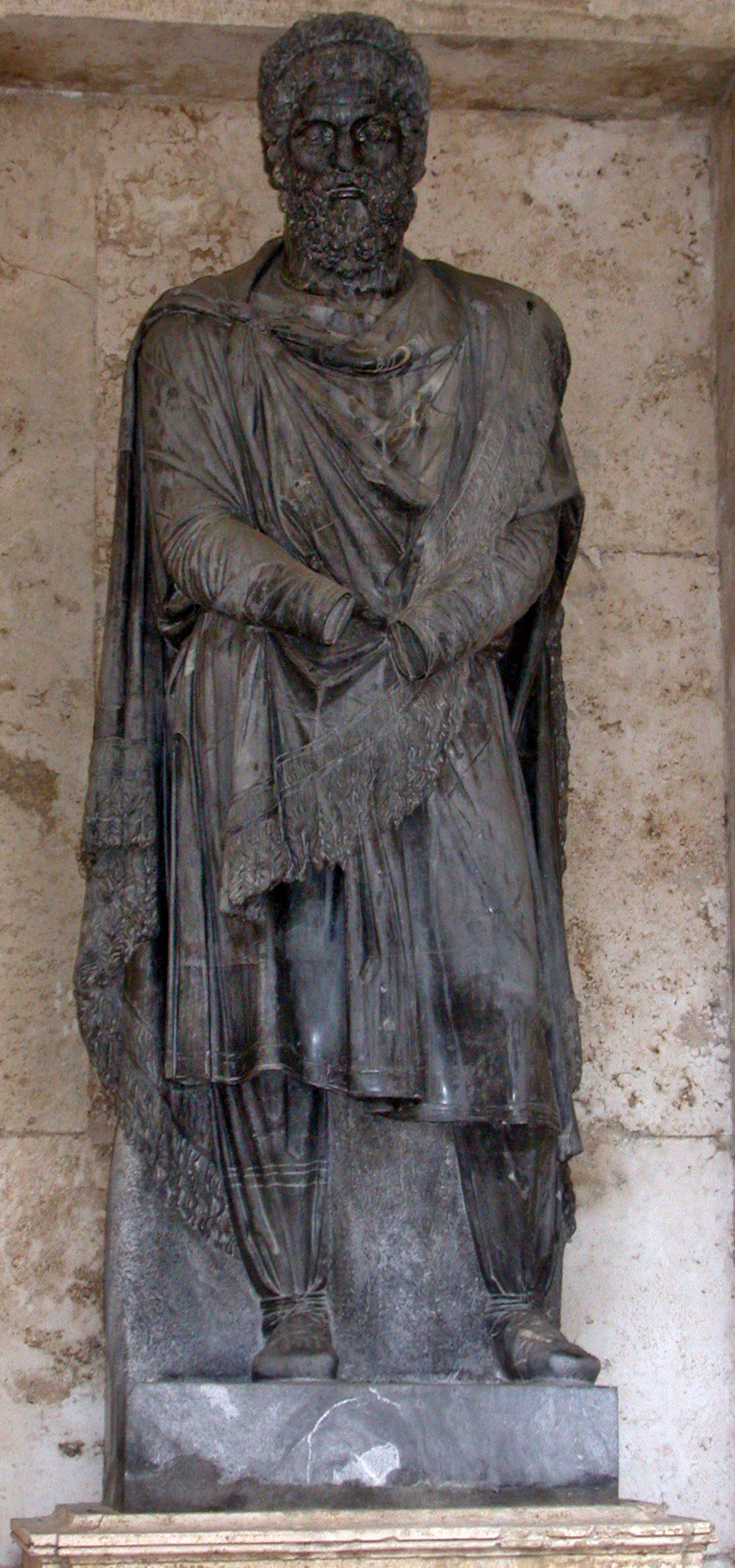
Một người Daci bị bắt (Bảo tàng Capitolino)

Với việc sáp nhập vương quốc của Decebalus, Dacia đã trở thành hành tỉnh mới nhất của La Mã, nó cũng là tỉnh thứ hai mà người La Mã giành được kể từ khi Augustus qua đời gần một thế kỷ trước. Tất cả những gì còn lại cần phải đối phó chính là đồng minh người Sarmatia của Decebalus ở phía bắc, điều này đã đòi hỏi người La Mã phải tiến hành một số các chiến dịch không ngừng ít nhất cho đến năm 107. Tuy nhiên, vào cuối năm 106, các quân đoàn đã bắt đầu xây dựng Castra mới dọc theo biên giới. Trajan sau đó quay trở về Roma vào giữa tháng 6 năm 107.
Các nguồn Roman đã coi vùng Dacia là một tỉnh thuộc hoàng đế vào ngày 11 tháng 8 năm 106. Nó nằm dưới sự quản lý của một quan khâm sai hoàng đế với địa vị của chấp chính quan, được hỗ trợ bởi hai legati legionis, mỗi người họ lại phụ trách một trong hai quân đoàn đóng quân tại Dacia. Viên quan đại diện của Hoàng đế thì lại chịu trách nhiệm về quản lý thuế của tỉnh và phí tổn của quân đội. Vùng lãnh thổ mà Trajan chinh phục lại bị chia giữa tỉnh mới được thành lập và các tỉnh hiện tại của đế quốc có biên giới với Dacia. Hạ Moesia nhận thêm những khu vực mà ngày nay là Nam Moldavia, Muntenia, và Đông Oltenia, trong khi Dacia Traiana lại bao gồm phần phía tây của Oltenia, Transilvania và Banat.

Các tỉnh của đế quốc La Mã năm 117, trong đó Dacia được tô rõ.

Về phía Đông và phía Nam của tỉnh Dacia thuộc La Mã là hành tỉnh Moesia, nó đã được hoàng đế Domitianus chia thành hai phần vào năm 86 - Thượng Moesia, có thủ phủ của nó tại Singidunum (hiện nay là Belgrade ở Serbia), và Hạ Moesia, với Tomis là thủ phủ của nó (hiện nay là Constanţa, România). Dọc theo khu vực biên giới phía Tây của Dacia thuộc La Mã và kéo dài về phía đồng bằng Pannonia rộng lớn là nơi sinh sống của người Iazyges, một bộ tộc Sarmatia. Khu vực Bắc Moldavia là quê nhà của người Bastarn, người Roxolani, và người Carpi, trong khi phần phía bắc của Transilvania là nơi định cư của những người Dacia còn lại không bị La Mã hóa và một bộ tộc người Daci khác, người Costoboci.

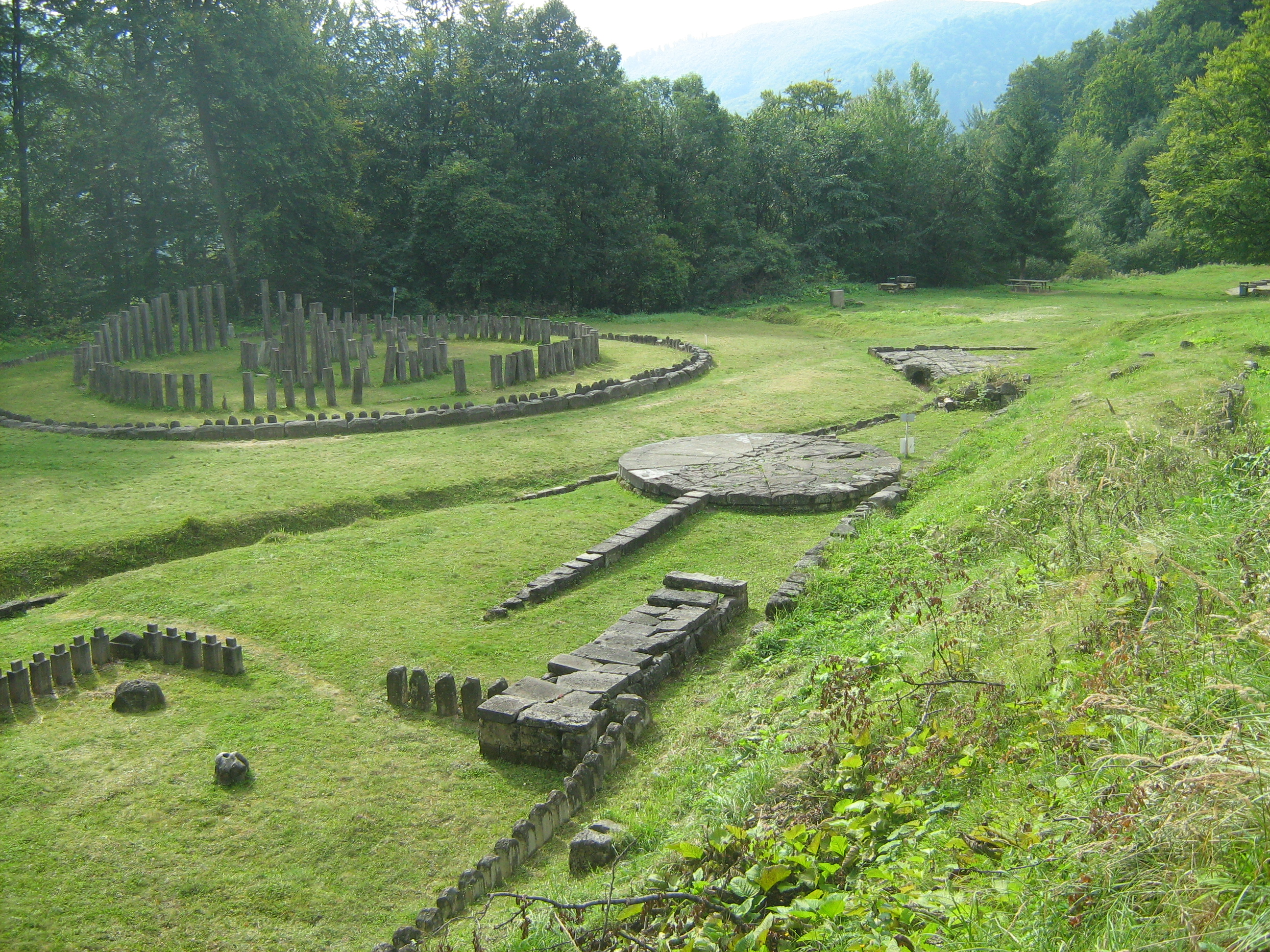
Đền thờ tại khu tàn tích Sarmizegetusa Regia, thủ phủ của Dacia thời cổ đại

Một ảnh hưởng trực tiếp từ những cuộc chiến tranh dẫn đến sự chinh phục của La Mã đó là sự suy giảm dân số trong tỉnh. Crito đã viết rằng có khoảng 500.000 người Dacia bị bắt làm nô lệ và bị trục xuất, một phần trong số đó được vận chuyển đến Roma để tham gia vào các trận giác đấu(còn gọi là lusiones) như là một phần của buổi lễ kỷ niệm đánh dấu sự ca khúc khải hoàn của Hoàng đế. Để bù đắp cho sự suy giảm dân số, người La Mã đã thực hiện một chương trình thực dân hóa chính thức, thiết lập các đô thị mà bao gồm cả công dân La Mã và những người không phải là công dân từ khắp nơi trên toàn đế quốc. Tuy nhiên, người Dacia bản địa vẫn còn sót lại ở khu vực ngoại vi của tỉnh và khu vực nông thôn, trong khi tầng lớp quý tộc quyền lực ở địa phương được khuyến khích hỗ trợ việc quản lý chính quyền tỉnh, cũng như theo thói quen thuộc địa truyền thống của La Mã.
Trajan đã thành lập thủ phủ của Dacia, Ulpia Traiana Sarmizegetusa, cách đống đổ nát của Sarmizegetusa Regia về phía tây khoảng 40 km (25 dặm). Ban đầu nó được sử dụng như là một căn cứ cho quân đoàn IV Flavia, nó sẽ sớm trở thành nơi định cư cho các cựu chiến binh đã tham gia trong các cuộc chiến tranh Dacia, chủ yếu là các quân đoàn Macedonia thứ năm, Claudia thứ chín, và (quân đoàn Gemina thứ mười bốn).
Người ta thường giả định rằng triều đại của Traianus đã chứng kiến việc hình thành nên mạng lưới đường La Mã ở bên trong vùng Dacia của đế quốc, và với bất kỳ tuyến thông tin liên lạc tất nhiên đã tồn tại từ trước sẽ nhanh chóng chuyển đổi thành những con đường lát đá của La Mã, chúng sau đó đã sớm mở rộng thành một mạng lưới đường rộng hơn. Tuy nhiên, chỉ có hai con đường đã được chứng thực là đã được tạo ra theo mệnh lệnh rõ ràng của Trajan: Một là tuyến đường chính mà liên kết các doanh trại quân sự tại Napoca và Potaissa. Bằng chứng chữ khắc trên cây cột kilomet (milliarium) ở Aiton chỉ ra rằng quãng đường này đã được hoàn thành vào một thời điểm nào đó trong khoảng thời gian từ năm 109-110 SCN. Con đường thứ hai là tuyến đường chính lớn hơn và nó đã đi ngang qua Apulum, và kéo dài từ biển Đen xa xôi ở phía đông tới tận Hạ Pannonia ở phía tây và có lẽ vượt xa hơn nữa.
| Tên                           | Từ  | Tới     |
| ----------------------------- | --- | ------- |
| Julius Sabinus                | 105 | 107/109 |
| Decimus Terentius Scaurianus  | 109 | 110/111 |
| Gaius Avidius Nigrinus        | 112 | 113     |
| Quintus Baebius Macer         | 114 | 114     |
| Gaius Julius Quadratus Bassus | ?   | 117     |

### Những sự tái tổ chức đầu tiên (117-138)
Hadrianus đang có mặt tại Antioch ở Syria, khi nghe tin Traianus đã qua đời. Nhưng ông đã không có thời gian để trở về Roma ngay, vì ông đã được báo cho biết rằng Quadratus Bassus, vốn được Trajan giao trọng trách bảo vệ vùng lãnh thổ Dacia mới ở phía bắc của sông Danube, đã qua đời ở đó trong khi đang tiến hành chiến dịch. Cùng với việc đem theo một số quân đoàn và một số lượng đông đảo các trung đoàn quân trợ chiến với mình tới Parthia, Trajan đã khiến cho Dacia và các tỉnh Danube còn lại chỉ còn số quân ít hơn hiện có. Người Roxolani đã nổi giận vì việc người la Mã quyết định chấm dứt các khoản tiền nộp mà Trajan đã đồng ý trước đó, họ liên minh với người Iazyges và cả hai bộ tộc đã nổi dậy chống lại La Mã. Do đó, Hadrianus đã phải phái quân đội từ phía đông tiến đến trước ông, và rời Syria ngay sau khi ông có thể.
Vào thời gian này, Hadrianus đã ngày càng trở nên quá thất vọng với các vấn đề liên tục trong những vùng lãnh thổ ở phía bắc của sông Danube tới mức ông dự tính rút khỏi Dacia. Như là một biện pháp khẩn cấp, Hadrianus đã cho tháo dỡ cây cầu của Apollodorus trên sông Danube, vì ông đã lo lắng về mối đe dọa mà dân man rợ có thể gây ra nếu họ tấn công qua sông Olt và mở rộng về phía nam, giữa một số Colonia của Trajan và castrum tại Bersobis.
Vào năm 118, hoàng đế Hadrianus đã tự mình đem quân tiến đánh người Roxolani và dân Iazyges, và mặc dù ông đã đánh bại họ, cuối cùng ông đã đồng ý việc phục hồi các khoản tiền cấp cho người Roxolani. Hadrianus sau đó đã quyết định từ bỏ một phần lãnh thổ nhất định của Dacia mà Trajan đã chinh phục. Những vùng lãnh thổ được thêm vào tỉnh Hạ Moesia trước kia (phía Nam Moldavia, rìa phía đông nam của dãy núi Carpathian, và khu vực đồng bằng của Muntenia và Oltenia) đã được trả lại cho người Roxolani. Kết quả là, Hạ Moesia một lần nữa đã quay lại với các ranh giới ban đầu mà nó sở hữu trước khi giành được Dacia. Những vùng đất của Hạ Moesia ở phía bắc của sông Danube lại được chia ra và tái lập thành một tỉnh mới được gọi là Hạ Dacia. Hành tỉnh Dacia ban đầu của Trajan lại được đổi tên thành Thượng Dacia . Cũng vào thời điểm này, Hadrianus đã chuyển Legio IV Flavia Felix ra khỏi căn cứ của nó tại Ulpia Traiana Sarmizegetusa, và ra lệnh cho nó đóng quân tại Thượng Moesia.
Tới năm 124, một tỉnh mới được bổ sung thêm gọi là Dacia Porolissensis đã được tạo ra ở phần phía bắc của Thượng Dacia, nó nằm ở khoảng chừng phía tây bắc Transilvania. Có một truyền thống mà bắt đầu vào thời Augustus đó là những chấp chính quan trước đây chỉ có thể cai quản tỉnh như là quan khâm sai của hoàng đế ở những nơi mà có nhiều hơn một quân đoàn đóng quân, chính vì thế mà Thượng Dacia đã nằm dưới sự cai của một nguyên lão thuộc hàng ngũ pháp quan. Điều này có nghĩa rằng viên quan khâm sai của hoàng đế ở Thượng Dacia chỉ có duy nhất một quân đoàn dưới sự chỉ huy của mình, và nó đóng tại Apulum. Hạ Dacia và Dacia Porolissensis nằm dưới quyền chỉ huy của những 'praesidial procurators thuộc hàng ngũ ducenary.

### Củng cố (138-161)
Sự kế vị của Antoninus Pius đã chứng kiến sự xuất hiện của một vị hoàng đế với cách tiến hành giải quyết vấn đề bảo vệ các tỉnh một cách thận trọng. Số lượng lớn các cột mốc kilomet có niên đại vào triều đại của ông chứng minh rằng ông đã đặc biệt quan tâm với việc đảm bảo cho những con đường luôn không ngừng được tu bổ. Những viên gạch nung được đóng dấu cho thấy rằng amphitheatre tại Ulpia Traiana Sarmizegetusa, mà nó vốn được xây dựng trong những năm đầu tiên của Colonia này, đã được sửa chữa dưới triều đại của ông.
Sau một cuộc nổi loạn vào khoảng năm 158, Antonius Pius đã tiến hành một tổ chức lại các tỉnh Dacia. Dacia Porolissensis (bây giờ là miền bắc Transilvania), với Porolissum là thủ phủ của nó, vẫn nguyên vẹn như cũ. Thượng Dacia được đổi tên thành Dacia Apulensis (ở Banat và miền nam Transilvania), với Apulum là thủ phủ của nó,  trong khi của Hạ Dacia đã được chuyển đổi thành Dacia Malvensis (nằm tại Oltenia). Romula là thủ phủ của nó(hiện nay là Reşca Dobrosloveni, România). Cũng như sự tái tổ chức trước đó của Hadrianus, từng khu vực đã được cai quản bởi những viên biện lý thuộc tầng lớp kị sĩ, và tất cả đều chịu trách nhiệm trước viên thống đốc thuộc hàng ngũ nguyên lão ở Apulensis.

### Những cuộc chiến tranh Marcomanni và ảnh hưởng của chúng (161-193)
Chẳng bao lâu sau khi Marcus Aurelius lên kế vị vào năm 161, tình trạng bất ổn lại chuẩn bị kéo đến dọc theo biên giới phía bắc của Roma, bởi vì bộ lạc địa phương đã bắt đầu bị áp lực bởi các bộ lạc di cư đến từ phía bắc của họ. Vào năm 166 CN, Marcus đã tổ chức lại Dacia một lần nữa, ông đã việc sáp nhập ba tỉnh Dacia vào làm một. Vì thế mà trên địa bàn tỉnh hiện nay có hai quân đoàn (Legio XIII Gemina tại Apulum đã kết hợp với Legio V Macedonica, đóng tại Potaissa), và viên quan khâm sai của hoàng đếl lúc này đã thuộc hàng ngũ chấp chính quan, và Marcus dường như đã giao quyền lại cho Sextus Calpurnius Agricola. Thủ phủ mới của nó là ở Ulpia Traiana Sarmizegetusa.
Dacia, với đường biên giới của nó cả ở ba hướng phía bắc, phía đông và phía tây, có thể đã gặp khó khăn trong việc bảo vệ chính nó khỏi những cuộc tấn công. Khi những cuộc xâm lược của người man rợ quay trở lại trong triều đại của Marcus Aurelius, những thành lũy ở Dacia đã khó mà ngăn chặn được tất cả các cuộc tấn công, chính vì vậy nó đã khiến cho các tỉnh Thượng và Hạ Moesia rơi vào tình thế nguy hiểm. Trong suốt năm 166 và 167 CN, các bộ lạc man rợ (người Quadi và người Marcomanni) bắt đầu tràn qua sông Danube vào vùng Pannonia, Noricum, Raetia, và càn quét ngang qua Dacia trước khi xộc vào Moesia. Rõ ràng, chiến tranh đã lan đến miền Bắc Dacia sau năm 167 khi người Iazyges bị đuổi ra khỏi Pannonia, họ đã tập trung sức lực của mình vài Dacia và chiếm lấy các mỏ vàng tại Alburnus Maior (hiện nay là Roşia Montana, România). Thời điểm cuối cùng được ghi trên các bản sáp mà đã được phát hiện trong hầm mỏ ở đó(vốn được giấu đi khi mà một cuộc tấn công của quân địch dường như sắp xảy đến) là ngày 29 tháng năm 167. Các căn biệt thự ngoại ô tại Ulpia Traiana Sarmizegetusa bị thiêu trụi, và trại binh tại Slăveni đã bị phá hủy bởi người Marcomanni. Vào lúc Marcus Aurelius đến được Aquileia trong năm 168 sau công nguyên, người Iazyges đã bắt đi hơn 100.000 người La Mã làm tù binh.
Chiến tranh vẫn sẽ tiếp tục ở Dacia trong vòng hai năm tới, và vào năm 169 viên thống đốc của tỉnh này, Agricola, đã buộc phải trao lại quyền chỉ huy của mình - người ta nghi ngờ rằng ông ta có lẽ đã mắc phải bệnh dịch hạch hoặc tử trận trên chiến trường. Hoàng đế đã quyết định tạm thời phân chia hành tỉnh này một lần nữa thành ba tỉnh nhỏ, với viên quan khâm sai của hoàng đế ở Thượng Moesia, Marcus Claudius Fronto, nắm quyền thống đốc của tỉnh trung tâm là Dacia Apulensis. Dacia Malvenis có thể đã được giao cho viên quan biện lý của nó, Macrinius Avitus, ông ta đã giành chiến thắng trước người Langobardi và người Obii. Vị hoàng đế Pertinax tương lai cũng là một quan biện lý ở Dacia trong thời gian này, mặc dù vai trò của ông đã không được biết chính xác. Do rất không được lòng dân chúng ở Dacia, Pertinax cuối cùng đã bị cắt chức. Vào 170, Marcus Aurelius đã bổ nhiệm Claudius Fronto làm Thống đốc của toàn bộ các tỉnh Dacia, mà bấy giờ được gán cho tên gọi "Tam Dacia". Sau đó năm, quyền chỉ huy của Fronto đã được mở rộng lên gồm cả quyền Thống đốc của Thượng Moesia một lần nữa. Nhưng ông ta đã không thể có được điều này lâu; vào cuối năm 170, Fronto đã bị đánh bại và bị giết chết trong một trận chiến chống lại người Iazyges. Thay thế ông ta làm thống đốc của Dacia là Sextus Cornelius Clemens.
Cùng năm đó (năm 170) người Costoboci (vốn sống ở phía bắc hoặc đông bắc của Dacia) đã quét qua Dacia trên con đường tiến về phía nam của họ. Bị suy yếu vì điều này, đế quốc đã không thể ngăn chặn sự di chuyển của các bộ lạc vào một Dacia hoang tàn trong năm 171, và Marcus Aurelius đã buộc phải tham gia vào các cuộc đàm phán ngoại giao trong một nỗ lực để phá vỡ một số liên minh của người man rợ. Trong năm 171, người Astingi đã xâm lược Dacia, họ đánh bại người Costoboci và phá tan nhiều castra của người La Mã, bao gồm cả pháo đài tại Tibiscum (hiện nay là Jupa ở România), trước khi chuyển sự chú ý của họ tới thủ phủ Ulpia Traiana Sarmizegetusa. Người La Mã đã đàm phán một sự dàn xếp với người Astingi, nhờ đó mà họ đã đồng ý rời khỏi Dacia và đinh cư trong vùng đất của người Costoboci.
Trong suốt thời gian này, các bộ lạc giáp với Dacia về phía đông, chẳng hạn như người Roxolani, đã không tham gia vào các cuộc xâm lược toàn thể vào đế quốc. Vào năm 173 CN, người Marcomanni đã bị đánh bại. Tuy nhiên, cuộc chiến tranh với người Iazyges và Quadi vẫn tiếp tục, và để đảm bảo cho việc triển khai nhanh chóng các quân đoàn ở phần tây bắc của Dacia vốn đang phải chịu áp lực, người La Mã đã xây dựng một con đường nối giữa Porolissum và Napoca. Ở đây, người La Mã gặp phải sự kháng cự kịch liệt từ người Iazyges, và trong suốt mùa đông năm 172-173, những đồn lũy La Mã dọc theo sông Tisa và sông Danube đã bị tấn công bởi dân Iazyges và dân Quadi.
Do đó, Marcus Aurelius chuyển toàn bộ sự chú ý của ông cho việc chống lại người Iazyges và Quadi. Ông đã nghiền nát người Quadi trong năm 174 CN, đánh bại họ trong trận chiến trên dòng sông Danube đóng băng, sau đó khiến cho họ phải thỉnh cầu hòa bình. Hoàng đế sau đó lại chuyển sự chú ý của mình về phía người Iazyges, và sau khi đánh bại họ và đuổi họ ra khỏi Dacia, viện nguyên lão đã trao tặng ông danh hiệu Samarticus Maximus vào năm 175 CN. Ý thức về sự cần thiết phải tạo ra một giải pháp lâu dài cho các vấn đề liên quan đến biên giới phía bắc của đế quốc, Marcus Aurelius đã nới lỏng một số hạn chế của ông đối với người Marcomanni và Iazyges. Đặc biệt, ông cho phép người Iazyges đi ngang qua vùng Dacia của đế quốc để giao thương với người Roxolani, miễn là họ có được sự chấp thuận của viên thống đốc. Đồng thời ông cũng đã quyết định thực hiện một kế hoạch sáp nhập các vùng lãnh thổ của người Marcomanni và Iazyges thành những tỉnh mới nhất của đế quốc, nó chỉ bị từ bỏ sau khi nổ ra cuộc nổi loạn của Avidius Cassius.
Cùng với việc hoàng đế cần phải có mặt ở những nơi khác một cách cấp thiết, La Mã một lần nữa lại thành lập hệ thống liên minh với các bộ lạc biên giới dọc theo biên giới phía bắc của đế quốc Tuy nhiên, cùng với sự xuất hiện của những bộ tộc người Đức mà đã bắt đầu định cư trên khu vực biên giới phía Bắc của Dacia, đã dấn đến việc bắt đầu lại các cuộc chiến tranh ở phía bắc.Vào năm 178, Marcus Aurelius có thể đã bổ nhiệm Pertinax làm thống đốc của Tam Dacia, và trong năm 179 CN, hoàng đế lại một lần nữa có mặt ở phía bắc của sông Danube, ông đã tiến hành chiến dịch chống lại người Quadi và người Buri. Vị hoàng đế chiến thắng suýt nữa đã biến một vùng lãnh thổ rộng lớn ở phía tây bắc của Dacia thành một tỉnh La Mã vào lúc ông qua đời trong năm 180. Marcus đã được kế vị bởi người con trai của ông, Commodus, người cũng đã cùng đi với ông. Vị hoàng đế trẻ nhanh chóng ký kết một hòa bình với các bộ lạc đang gây chiến trước khi trở về Roma.
Commodus ban cho người Buri hòa bình khi họ cử những sứ thần tới. Trước đây ông ta đã từ chối làm như vậy, bất kể những thỉnh cầu thường xuyên của họ, bởi vì họ hùng mạnh, và bởi vì nó không phải là nền hòa bình mà họ muốn, và không giúp họ có được một thời gian nghỉ ngơi để họ có thể chuẩn bị thêm, nhưng bây giờ họ đã kiệt sức và ông đã làm hòa với họ, tiếp nhận con tin và nhận lại những tù nhân từ chính người Buri cũng như 15.000 người từ những dân tộc khác, và ông buộc những người khác phải thề rằng họ sẽ không bao giờ ở trong cũng không sử dụng cho các cánh đồng chăn thả trên một dải 5 dặm thuộc lãnh thổ của họ bên cạnh Dacia. Sabinianus cũng tương tự như vậy, khi 12.000 người Dacia láng giềng đã bị đuổi ra khỏi vùng đất của họ và vào lúc họ đang chuẩn bị trợ giúp những dân tộc khác, thuyết phục họ từ bỏ mục đích của riêng mình, hứa hẹn với họ rằng một số đất đai ở Dacia của chúng ta nên được giao cho họ.— Cassius Dio: Lịch sử La Mã – Epitome of Book LXXIII

Xung đột và giao tranh vẫn tiếp tục ở Dacia dưới triều đại cai trị của Commodus. Tác phẩm nổi tiếng là không đáng tin cậy như Historia Augusta cũng đã đề cập đến một cuộc khởi nghĩa hạn chế mà đã nổ ra khoảng năm 185 ở Dacia.Cũng từ nguồn này, nó đã nhắc đến một thất bại của các bộ lạc Daci sống ở bên ngoài tỉnh. Những viên legate của Commodus đã tàn phá một lãnh thổ sâu khoẳng chừng năm dặm; dọc theo phía bắc của castrum tại Gilău ngày nay để thiết lập một vùng đệm với hy vọng ngăn chặn các xâm nhập khác nữa của người man rợ.

### Sự phục hồi dưới thời nhà Severus (193-235)
Triều đại của Septimius Severus đã chứng kiến một giai đoạn yên ổn trên địa bàn tỉnh Dacia, với việc không có cuộc tấn công từ bên ngoài nào được ghi lại. Những tổn hại gây ra cho các doanh trại quân sự trong giai đoạn mở rộng chiến tranh của các triều đại trước đó đã được sửa chữa . Severus đã mở rộng biên giới phía đông của tỉnh về phía đông của sông Olt khoảng 14 km, và hoàn thành Limes Transalutanus. Dự án này bao gồm việc xây dựng 14 doanh trại kiên cố và trải rộng trên một khoảng cách xấp xỉ 225 km, trải dài từ Flămânda (nằm gần sông Danube) ở phía nam đến Cumidava (hiện nay là Breţcu ở România) . Thời trị vì của ông đã chứng kiến một sự gia tăng số lượng các municipia La Mã trong tỉnh, trong khi hai thành phố Ulpia Traiana Sarmizegetusa và Apulum đã nhận được vinh dựius Italicum.
Như một phần của các cải cách quân sự của ông, Severus cho phép các chiến binh được sống ngoài doanh trại kiên cố, nội trong canabae kèm theo, nơi họ được chăm sóc các thửa ruộng gần kề.Ông cũng cho phép binh lính kết hôn với những người phụ nữ địa phương, do vậy, nếu người lính đó là một công dân La Mã, các con ông ta sẽ được thừa hưởng quyền công dân của mình. Đối với những người lính không phải là công dân La Mã, cả ông ta và con cái của ông ta sẽ được cấp quyền công dân sau khi ông ta giải ngũ .
Vị Hoàng đế kế tiếp, Caracalla đã ban quyền công dân cho tất cả nam giới trên khắp đế quốc, nhằm tăng nguồn thu từ thuế và làm tăng sự yêu mến của dân chúng dành cho mình, với ngoại lệ là nô lệ.
Trong cuộc hành trình về phía đông để bắt đầu chiến dịch Parthia của mình, Caracalla đã đi ngang qua Dacia. Trong khi ở đó, ông đã sử dụng những mưu mẹo ngoại giao để làm xáo trộn các liên minh giữa một số bộ lạc, đặc biệt là người Marcomanni và người Quadi  Tại Porolissum, ông đã giết chết Gaiobomarus, vua của người Quadi, với cái cớ là tiến hành các cuộc đàm phán hòa bình Đó có thể là xung đột quân sự với một hoặc nhiều bộ lạc ở khu vực Danube. Trong năm 218, người kế vị của Caracalla, Macrinus, đã trao trả lại một số con tin không Latinh hóa người Daci mà Caracalla đã bắt đi, có thể là do tình trạng bất ổn mà các bộ lạc gây ra sau vụ ám sát Caracalla.
Và người Daci, sau khi tàn phá nhiều phần của Dacia và tỏ ra háo hức cho việc tiếp tục cuộc chiến, bây giờ đã ngừng lại, khi họ đã nhận lại các con tin mà Caracallus, dưới danh nghĩa của một liên minh, đã bắt đi khỏi họ.— Cassius Dio: Roman History – Epitome of Book LXXIX

hiện vẫn còn vài chữ khắc ở Dacia có niên đại từ triều đại của Alexander Severus, vị hoàng đế cuối cùng của triều đại SeverusDưới triều đại của ông, Hội đồng Tam Dacias đã họp tại Ulpia Traiana Sarmizegetusa, và các cánh cổng, tháp, và praetorium của doanh trại Ad Mediam (Mehadia, România) đã được khôi phục.

## Cuộc sống ở Dacia thuộc La Mã

### Người Dacia bản địa
Bằng chứng liên quan đến sự tiếp tục tồn tại của những cư dân Daci bản địa ở Dacia thuộc La Mã là không rõ ràng như người German, người Celt, Thracia, hoặc người Illyria ở các tỉnh khác. Chỉ có một nguồn tư liệu tương đối nghèo nàn xung quanh sự tồn tại của người Daci địa phương hoặc bản xứ trong những thị trấn La Mã được thành lập sau khi Dacia được sáp nhập vào đế quốc
Mặc dù các nguồn văn học - chủ yếu là Eutropius, được hỗ trợ bởi các tham chiếu nhỏ trong các tác phẩm của Cassius Dio và Julianus Kẻ Bội Giáo - mô tả sự suy giảm dân số trên diện rộng của tỉnh sau cuộc vây hãm Sermizegetusa Regia và sự tự vẫn của vua Decebalus,Đã có những vấn đề với sự giải thích này. Những bản thảo còn lại từ tác phẩm Breviarium ab urbe condita của Eutropius, mà vốn là nguồn chính cho sự suy giảm dân số của Dacia sau khi người La Mã chinh phục, thì lại không chắc chắn.
Các bằng chứng khảo cổ cho thấy sự tiếp tục thực hành kiểu chôn cất truyền thống của người Dacia;. Việc sản xuất đồ Gốm vẫn tiếp tục trong suốt thời kỳ La Mã, ở cả trong tỉnh cũng như các khu vực ngoại biên nơi mà sự kiểm soát của người La Mã chưa bao giờ tồn tại.
Trong khi có một điều chắc chắn rằng một số lượng lớn những người định cư mới đã được đưa đến từ khắp nơi trong đế quốc để định cư ở tỉnh Dacia của La Mã, điều này dường như là đúng đối với các thị trấn La Mã mới chỉ được tạo ra. Việc thiếu bằng chứng chữ khắc các tên gọi của người Daci bản địa ở các thị trấn đã tạo ra giả thuyết là một sự chia tách đô thị-nông thôn giữa các trung tâm đô thị đa sắc tộc của La Mã và cư dân Dacia bản địa ở khu vực nông thôn.
Đã có ít nhất hai lần người Daci nổi dậy chống lại chính quyền La Mã:lần đầu tiên trong năm 117 CN, và cũng là nguyên do khiến cho Trajan quay trở về từ phía đông,  sau đó là trong năm 158 CN, lần này họ đã bị đàn áp bởi Marcus Statius Priscus 
Các bằng chứng khảo cổ học từ những kiểu khu định cư khác nhau, đặc biệt là trong dãy núi Oraştie, đã minh chứng cho sự phá hủy có chủ ý các pháo đài trên đồi trong suốt thời kì sáp nhập Dacia, nhưng điều này không loại trừ khả năng đã liên tục có cư dân sinh sống tại những nơi này, một khi sự tàn phá của các cuộc chinh phục ban đầu đã qua. Những ngôi làng nhỏ có chứa kiểu kiến trúc Dacia truyền thống, chẳng hạn như Obreja và Noşlac, có niên đại vào thế kỷ thứ 2, ngụ ý rằng chúng xuất hiện cùng một thời điểm như các trung tâm đô thị La Mã.
Một số khu định cư cho thấy một cách rõ ràng về sự cư trú liên tục từ trước thời La Mã cho đến thời kỳ thuộc tỉnh, chẳng hạn như Cetea và Cicau  Bằng chứng khảo cổ được lấy từ đồ gốm cho thấy một sự cư trú liên tục của các cư dân Dacia bản địa ở những nơi này và những khu vực khác. Những kiểu dáng kiến trúc bản địa từ trước thời Dacia thuộc La Mã, chẳng hạn như ngôi nhà trũng truyền thống và các hầm chứa lương thực, vẫn còn trong thời kì La Mã. Những căn nhà ở như vậy tiếp tục được xây dựng vào thời kỳ La Mã, ngay cả trong các khu định cư mà rõ ràng được thành lập sau khi La Mã thôn tính, chẳng hạn như Obreja.
Tại những nơi mà các bằng chứng khảo cổ học đã chứng minh cho sự tiếp tục hiện diện của người Daci, nó cũng đồng thời cho thấy một quá trình Latinh hóa Đồ gốm truyền thống đã được phát hiện trong các khu định cư của người Daci, cùng với đó là sự sản xuất đồ gốm La Mã kết hợp với các kiểu dáng địa phương. Sự gia tăng tính Latinh của Dacia có nghĩa rằng chỉ có một số nhỏ các phong cách gốm của người Dacia trước đó đã được giữ lại không thay đổi, chẳng hạn như chậu và các cốc uống rượu bé có thành dày mà đã được gọi là chén Dacia. Những hiện vật này thường được làm bằng tay, và họ hiếm khi sử dụng bàn quay trong làm đồ gốm  Trong trường hợp của các ngôi nhà, việc sử dụng các kỹ thuật Dacia cũ vẫn được tiếp tục, cũng như các loại đồ trang trí và các công cụ sử dụng trước khi thành lập tỉnh Dacia của La Mã.Bằng chứng khảo cổ từ những địa điểm chôn cất đã chứng minh rằng số lượng người dân bản xứ ở Dacia đã quá lớn để có thể bị đuổi đi hết hoặc bị xóa sổ với bất kỳ ý nghĩ có ý nghĩa nào. Ngoài ra với nguồn lực của người La Mã cũng không đủ để có thể loại bỏ được phần lớn cư dân nông thôn trong một diện tích khoảng 300.000 km vuôngĐồ trang sức bằng bạc được phát hiện trong những ngôi mộ cho thấy một số địa điểm chôn cất không nhất thiết phải có nguồn gốc từ cư dân Dacia bản địa, nhưng đều giống như là thuộc về người Carpi hoặc người Dacia tự do, họ được cho là đã di chuyển đến Dacia trước năm 200 CN.
Một số học giả đã sử dụng việc thiếu civitates peregrinae ở Dacia thuộc La Mã, nơi những người dân bản xứ đã được tổ chức vào các thị trấn địa phương, như là bằng chứng về suy giảm dân số của Dacia thuộc La mã. Trước khi nó được sáp nhập vào đế quốc, Dacia là một vương quốc được cai trị bởi một vị nhà vua, và đã không có một cấu trúc bộ lạc khu vực mà có thể dễ dàng được chuyển vào hệ thống Civitas của La Mã mà vốn được sử dụng thành công trong các tỉnh của đế quốc.
Ngay khi tuân theo tập quán thường ngày của người La Mã, những thanh niên nam giới người Daci đã được tuyển mộ vào các đội quân trợ chiến và được phái đi khắp nơi trong đế quốc, từ các tỉnh phía đông tới Britannia. Đơn vị Vexillation Dacorum Parthica đã hộ tống hoàng đế Septimius Severus trong chuyến viễn chinh Parthia của ông, trong khi cohort I Ulpia Dacorum đã được bố trí ở Cappadocia Những đơn vị khác bao gồm II Aurelia Dacorum ở Thượng Pannonia, cohort I Aelia Dacorum ở Britania thuộc La Mã, và II Augusta Dacorum milliaria ở Hạ Moesia. Có một di vật có nguồn gốc từ cohort I Aelia Dacorum, với một dòng chữ mô tả Sica, một vũ khí đặc biệt của người Dacia 

### Những người định cư
Đã có nhiều mức độ Latinh hóa khác nhau trong khắp tỉnh Dacia thuộc La Mã. Những chỗ được Latinh hóa nhiều nhất là khu vực dọc theo sông Danube, chủ yếu nằm dưới chính quyền đế quốc, mặc dù trong phần nào đó vẫn mang tính man rợ. Cư dân ở bên ngoài khu vực này, mà đã sống với các quân đoàn La Mã trước khi họ triệt thoái, về căn bản cũng đã Latinh hóa. Khu vực cuối cùng, bao gồm các phần phía bắc của Maramures, Crisana, và Moldavia, nằm ở rìa của Dacia thuộc La Mã. Mặc dù người dân của nó không có các quân đoàn La Mã trú đóng cùng với họ, nhưng trên danh nghĩa họ vẫn còn nằm dưới sự kiểm soát của Roma, về chính trị, xã hội, và kinh tế. Đây là những khu vực mà trong đó có người Carpi cư trú, họ thường được gọi là người Daci tự do.
Trong một nỗ lực để làm đầy các thành phố, trồng trọt các cánh đồng, và khai thác quặng, một nỗ lực thuộc địa hóa trên quy mô lớn đã diễn ra với những người khai hoang đến "từ khắp nơi trên thế giới La Mã" Những người định cư đã có một sự pha trộn không đồng nhất. Trong khoảng 3.000 tên người được bảo tồn trong các chữ khắc đã được tìm thấy cho đến nay, khoảng 74% (khoảng 2200) là người Latin, 14% (khoảng 420) là người Hy Lạp, 4% (khoảng 120) là người Illyria, 2,3%? (khoảng 70) là người Celt, 2% (khoảng 60) là người Thraco-Daci, và thêm 2% (khoảng 60) là người Semite từ Syria.Bất kể xuất xứ của mình, những người định cư và những người khai hoang là một đặc trưng của nền văn minh La Mã và nền văn hóa đế quốc.
Khu định cư đầu tiên tại Sarmizegethusa đã được dành cho các công dân La Mã, vốn là các cựu chiến binh của các quân đoàn.

### Quân đội La Mã ở Dacia
Người ta ước tính có khoảng 50.000 quân đóng tại Dacia vào giai đoạn cao điểm của nó 
Vào lúc kết thúc chiến dịch đầu tiên của Trajan ở Dacia năm 102, ông đã cho một quân đoàn đóng quân tại Sarmizegetusa Regia  Sau khi hoàn thành cuộc chinh phục Dacia của Trajan, ông đã cho đóng ít nhất hai quân đoàn trong tỉnh mới - Legio IV Flavia Felix đóng quân ở Berzobis, và Legio XIII Gemina đóng quân tại Apulum Đã có phỏng đoán rằng có một quân đoàn thứ ba đóng tại Dacia cùng thời điểm đó, Legio I Adiutrix. Tuy nhiên, không có bằng chứng nào chỉ ra khi nào hoặc nơi đóng quân của nó.
Hadrianus, vị hoàng đế sau đó, đã cho chuyển quân đoàn thứ tư (Legio IV Flavia Felix) từ Berzobis tới Singidunum thuộc Thượng Moesia, điều này cho thấy Hadrianus đã tin rằng sự hiện diện của một quân đoàn ở Dacia sẽ là đủ để đảm bảo an ninh cho tỉnh.Tuy nhiên những cuộc chiến tranh Marcomanni nổ ra phía bắc của sông Danube đã buộc Marcus Aurelius phải đảo ngược lại chính sách này, ông đã chuyển Legio V Macedonica từ Troesmis (hiện nay là Igliţa ở Rumani)  thuộc Hạ Moesia tới Potaissa ở Dacia.
Bằng chứng từ chữ khắc đã minh chứng cho một số lượng lớn các đơn vị quân trợ chiến đã đóng quân trên khắp tỉnh Dacia trong thời kỳ La Mã, điều này đã tạo ra ấn tượng rằng Dacia La Mã là một tỉnh được quân sự hóa một cách mạnh mẽ Tuy nhiên, có vẻ như nó đã không được quân sự hóa cao hơn bất kỳ các tỉnh biên giới khác, giống như Moesia, Pannonia, Syria, và số lượng các quân đoàn đóng quân ở Moesia và Pannonia không hề giảm đi sau khi tỉnh Dacia được thành lập. Tuy nhiên, một khi Dacia được sáp nhập vào đế quốc và biên giới được mở rộng về phía bắc, phần trung tâm của phòng tuyến Danube giữa Novae và Durostorum đã có thể phải nhường bớt số quân rất cần thiết để tăng cường phòng thủ Dacia Những văn kiện quân sự đã ghi lại ít nhất 58 đơn vị quân trợ chiến, hầu hết được chuyển tới Dacia từ các tỉnh Moesia và Pannonia nằm bên sườn, với một loạt các dạng và nhiệm vụ khác nhau, bao gồm cả numeri, cohortes milliariae, quingenariae, và alae . Điều này đã không ngụ ý rằng tất cả đã đóng quân ở Dacia vào cùng một thời điểm, cũng không phải rằng họ đã ở cùng một nơi trong suốt thời gian tồn tại của Dacia thuộc La Mã.

### Những khu định cư
Toàn tỉnh có đến 12 đô thị La Mã, tất cả đều có nguồn gốc từ các doanh trại quân sự mà Trajan đã cho xây dựng trong các chiến dịch của mình. Có hai dạng đô thị định cư. Loại có tầm quan trọng chính là coloniae, các cư dân của nó là người tự do và gần như độc quyền dành cho công dân La Mã. Loại có tầm quan trọng thứ hai là municipia, mà nó được phép có được một sự độc lập về tư pháp và hành chính nhất định.
- Ulpia Traiana Sarmizegetusa được Trajanus thành lập và cũng là thành thị đầu tiên được nhận địa vị Colonia, và nó cũng là Colonia deducta duy nhất của tỉnh.[135] Tính ưu việt của nó được đảm bảo bởi nền tảng từ sự thành lập của nó và vai trò là trung tâm hành chính của tỉnh, như cũng như việc được công nhận đặc quyền Ius Italicum.[136]
- Apulum khởi đầu là một trong các doanh trại lê dương của Trajanus.[135]Gần như ngay lập tức, khu canabae legionis đi kèm được thành lập ở gần đó, và vào một thời điểm nào đó dưới triều đại của Trajan, một khu định cư dân sự đã mọc lên dọc theo sông Mureş, cách doanh trại quân sự khoảng bốn cây số.[136] Thị trấn đã phát triển nhanh chóng, nó chuyển đổi từ một vicus của Ulpia Traiana Sarmizegetusa thành một municipium dưới triều đại của Marcus Aurelius, và hoàng đế Commodus nâng nó lên thành Colonia[137].
- 'Drobeta là thành phố quan trọng nhất của Hạ Dacia. Mọc lên ở trong khu vực lân cận của một doanh trại bằng đá dành cho 500 binh sĩ và được thành lập bởi hoàng đế Trajanus.
- Romula có thể là thủ phủ của Dacia Malvensis. Nó đã được xếp vào loại municipium, có thể là dưới sự trị vì của Hadrianus, trước khi được nâng lên địa vị colonia dưới thời Septimius Severus.[138]
- Napoca có thể là nơi đặt bộ chỉ huy quân sự cấp cao của Dacia Porolissensis.[139]Hadrianus đã biến nó trở thành một municipium, và Commodus chuyển đổi nó thành một colonia.[128]
- Potaissa là doanh trại của Legio V Macedonica trong các cuộc chiến tranh Marcomanni.[139] Đã có một canabae được thành lập ngay tại các cánh cổng của doanh trại.[128] Nó đã được hoàng đế Septimius Severus ban cho địa vị municipium, và trở thành một colonia dưới thời Caracalla.[128]
- Porolissum thì lại nằm giữa hai doanh trại, và nằm sát cạnh một trường thành biên giới bảo vệ tuyến hành lang quan trọng xuyên qua dãy Carpathian. Nó đã trở thành một municipium trong suốt triều đại của Septimius Severus.[140]
- Dierna (Orşova, România), Tibiscum (Jupa, România), và Ampelum (Zlatna, România) là các thị trấn La Mã quan trọng.[141] Mặc dù vậy thì địa vị hợp pháp của thị trấn khai thác mỏ lớn nhất trong khu vực, Ampelum, lại không rõ.[142]Dierna là một trạm hải quan đã được Hoàng đế Septimus Severus ban cho địa vị municipium.[143]
- Sucidava (Corabia hiện nay, România) là một thị trấn nằm tại vị trí của một trại được đắp bằng đất. Nó được Trajanus dựng nên, Sucidava có lẽ đã không đủ lớn và cũng không đủ quan trọng để được ban cho địa vị municipium hoặc colonia. Thị trấn vẫn là một Pagus hoặc có lẽ là một Vicus.[143]

Thường rất khó để xác định ranh giới giữa những ngôi làng "Latinh" và những nơi được liệt vào loại "thị trấn nhỏ".Do đó, việc xác định những nơi như vậy thường có xu hướng tập trung vào những nơi ngoài việc có một nền kinh tế tự cung tự cấp hoàn toàn và, ít nhất một phần là tham gia vào giao thương và công nghiệp.Các khu định cư khác dọc theo tuyến đường chính ở Dacia thuộc La Mã còn được đề cập trong Tabula Peutingeriana. Chúng bao gồm Brucla, Blandiana, Germisara, Petris, và Aquae.Vị trí của Brucla, Blandiana, và Petris thì không được biết chắc chắn. Tuy nhiên, trong trường hợp của Petris, có lý do để cho rằng nó đã được xác định là tại Uroi ở România. Nếu điều này là đúng thì nó có một ví trí rất quan trọng trong giao thương và cũng giữ vai trò quan trọng trong việc hợp thành hệ thống thông tin liên lạc giữa các vùng khác nhau trong tỉnh.
Người ta cho rằng Dacia thuộc La Mã đã sở hữu một số lượng lớn những vici quân sự, đó là các khu định cư kết nối đến các doanh trại quân đội được với hệ thống hào xung quanh.Giả thuyết này đã không được kiểm chứng, vì chỉ có một số ít nơi như vậy đã được nghiên cứu một cách chi tiết. Tuy nhiên, vào giữa thung lũng Mures, các cộng đồng dân cư liên đới đã được phát hiện bên cạnh các doanh trại của quân trợ chiến tại Orăştioara de Sus, Cigmău, Ocna Mureş ngày nay, và Micia. Một đấu trường đài vòng nhỏ được phát hiện tại Micia.

### Kinh tế
Với việc quân đội La Mã bảo đảm được việc duy trì nền thái bình La Mã (Pax Romana), Dacia thuộc La Mã đã thịnh vượng cho đến khi cuộc khủng hoảng thế kỷ thứ ba xảy ra. Đã có nhiều tiền xu được lưu thông ở Dacia thuộc La Mã hơn so với các tỉnh lân cận.
Những nguồn tài nguyên thiên nhiên của khu vực đã tạo ra sự giàu có đáng kể cho đế quốc, nó đã trở thành một trong những khu vực sản xuất ngũ cốc quan trọng, đặc biệt là lúa mì. Liên kết vào nền kinh tế tiền tệ của Roma, những đồng tiền xu La Mã bằng đồng cuối cùng cũng được đúc ở Ulpia Traiana Sarmizegetusa  vào khoảng năm 250 SCN. Việc thiết lập nên các con đường La Mã trên địa bàn tỉnh đã tạo điều kiện cho sự tăng trưởng kinh tế .
Các mỏ vàng ở địa phương cũng đã tạo ra sự thúc đẩy đối với sự sáp nhập Dacia vào đế quốc. Những thợ mỏ người Dalmatia đã được đưa đến khai thác các mỏ vàng ở vùng núi Bihor, làm giàu thêm cho kho bạc hoàng gia. Tại Alburnus Maior, các mỏ vàng đã phát triển mạnh mẽ từ giữa năm 131 tới năm 167 SCN, nhưng qua thời gian chúng bắt đầu cho thấy sự thu nhỏ quy mô trở lại vì lượng vàng dự trữ ở địa phương đã được khai thác.Thời điểm dẫn đến việc đóng cửa các mỏ vàng là vào khoảng năm 215 SCN.Dacia cũng sở hữu các mỏ muối, sắt, bạc và đồng có niên đại từ thời kỳ của các vị vua Dacia
Các thành thị đã trở thành những trung tâm sản xuất quan trọng Các xưởng đúc đúc đồng đã tồn tại ở Porolissum, Romula, và Dierna;.. Đã có một xưởng sản xuất trâm nằm ở Napoca, trong khi các lò rèn vũ khí lại được xác định là ở Apulum.Những xưởng sản xuất thủy tinh cũng đã được phát hiện ở Ulpia Traiana Sarmizegetusa và Tibiscum.

### Tôn giáo
Những dòng chữ khắc và tác phẩm điêu khắc ở Dacia đã tiết lộ một loạt các vấn đề về tôn giáo. Ngoài việc thờ cúng các vị thần chính của La Mã còn có sự xuất hiện của các vị thần khác có nguồn gốc từ Hy Lạp, Tiểu Á, và Tây Âu; trong số này, 43,5% mang tên Latin  Các vị thần chính của người La Mã đều hiện diện ở Dacia:Jupiter, Juno, Minerva, Venus, Apollo, Liber, Libera, v.v. Vị thần La Mã Silvanus có vai trò quan trọng khác thường ở đây và chỉ đứng sau thần Jupiter.Vị thần này thường xuyên được nhắc đến ở Dacia với các tước hiệu Silvester và domesticus, mà còn được sử dụng ở Pannonia.
Khoảng 20% các dòng chữ khắc Dacia là nhắc đến các tôn giáo phương Đông như thần Cybele và Attis, cùng với đó là hơn 274 lời dâng tặng lên thần Mithras, vị thần phù trợ cho binh lính.Sự sùng bái vị thần kị mã Thracia còn được du nhập từ Thrace và Moesia.. Nữ thần ngựa Epona của người Gaul còn được xác thực ở Dacia, như là ở Matronae.
Trong khi những người Dacia bản địa tôn thờ các vị thần của riêng họ , đã không có bất kỳ bằng chứng nào về các vị thần Dacia được người La Mã chấp nhận, và cũng không có bằng chứng về bất kỳ vị thần Dacia nào được tôn thờ dưới một cái tên La Mã.Đó có thể là do người Dacia thiếu một học thuyết về các vị thần. Các pháo đài của người Dacia có niên đại thuộc triều đại Burebista và Decebalus đều không có tượng thờ ở những địa điểm thờ cúng của họ.

## Những thập niên cuối của Dacia Traiana (235–271/275)
Thập niên 230 đã chứng kiến sự kết thúc của thời kỳ hòa bình cuối cùng ở Dacia La Mã. Việc phát hiện ra một kho dự trữ tiền xu La Mã lớn (khoảng 8.000 đồng) tại Romula, mà được lưu hành từ triều đại của Commodus tới Elagabalus, người đã bị giết hại vào năm 222 CN, đã được sử dụng như là bằng chứng rằng tỉnh này đã trải qua nhiều vấn đề trước giai đoạn giữa thế kỷ 3. Theo truyền thống, sự lên ngôi của Maximinus Thrax (235-238) đánh dấu sự khởi đầu của một giai đoạn 50 năm hỗn loạn trong đế quốc La Mã, trong đó sự quân sự hóa chính quyền vốn được Septimius Severus bắt đầu, vẫn tiếp diễn và sự mất giá của đồng tiền đã đưa đế quốc tới chỗ phá sản. Ngay khi thế kỷ thứ 3 bắt đầu, nó đã chứng kiến sự di cư liên tục của người Goth, mà chính những sự di chuyển này là một nguyên nhân gây ra các cuộc chiến tranh Marcomanni, và chính sự di chuyền về phía nam đến khu vực biên giới Danube lại tiếp tục gây ra áp lực đối với các bộ tộc đã chiếm đóng vùng lãnh thổ này Giữa năm 236 và 238, Maximinus Thrax đã tiến hành chiến dịch ở Dacia chống lại người Carpi,  và chỉ phải vội vàng trở lại Italia để đối phó với một cuộc nội chiến. Trong lúc Gordianus III cuối cùng đã trở thành vị hoàng đế La Mã mới, tình trạng hỗn loạn ở trung tâm của đế quốc đã cho phép người Goth, trong liên minh với người Carpi, chiếm Histria vào năm 238 CN trước khi họ cướp bóc những trung tâm thương mại quan trọng dọc theo khu vực châu thổ sông Danube.
Không thể sử dụng biện pháp quân sự để đối phó với sự xâm nhập này, đế quốc buộc phải mua hòa bình ở Moesia, bằng cách trả một khoản cống nạp hàng năm cho người Goth, điều này khiến cho người Carpi tức điên lên và họ cũng yêu cầu một khoản tiền cấp Hoàng đế Philip Ả Rập (244-249) đã dừng việc trả tiền vào năm 245 CNvà người Carpi đã xâm lược Dacia vào năm sau đó, họ tấn công thị trấn Romula trong quá trình này. Người Carpi có thể đã thiêu trụi doanh trại tại Răcari giữa những năm 243 và 247.Dấu hiệu này cho thấy tuyến phòng thủ của Limes Transalutanus có thể đã bị từ bỏ trong suốt triều đại của Philip Ả Rập, và như là kết quả của việc người Carpi xâm nhập vào Dacia. Những cuộc đột kích đang diễn ra đã buộc hoàng đế rời khỏi Roma và đảm đương tình hình. Người mẹ của vị Hoàng đế Galerius tương lai đã phải vội vã rời đến Dacia Malvensis vào khoảng thời gian này trước khi định cư ở Hạ Moesia.
Nhưng một Maximian khác (Galerius), đã được Diocletianus chọn làm con rể của mình, thì lại còn tồi tệ hơn, không chỉ so với hai ông hoàng mà thời đại của chúng ta đã trải qua, mà còn tồi tệ hơn tất cả các ông hoàng bất lương của ngày xưa. Trong con thú hoang này có cư ngụ một sự thô bỉ bẩm sinh và một sự tàn bạo ngoại quốc đối với dòng máu La Mã, và không có gì phải thắc mắc, khi mà mẹ của ông ta được sinh ra ở phía bên kia sông Danube và vì có một cuộc xâm nhập của người Carpi thế nên bà ta đã phải vượt qua con sông và trốn tránh ở Dacia mới.— Lactantius: Of the Manner in which the Persecutors Died – Chapter IX

Vào cuối năm 247, người Carpi cuối cùng đã hoàn toàn bị đánh bại trên chiến trường và buộc phải thỉnh cầu hòa bình,  Philip Ả Rập sau đó đã lấy tiêu đề Carpicus Maximus  Bất kể những chiến thắng đó, các thành thị Dacia đã bắt đầu thực hiện các biện pháp phòng thủ. Ở Sucidava, người dân thị trấn đã vội vàng dựng lên một bức tường đá hình thang và một con mương phòng thủ, có thể giống như là kết quả của một cuộc cướp bóc bởi các bộ lạc man rợ khoảng năm 246 hoặc 247 CN. Năm 248 CN, Romula đã tăng cường thêm bức tường thành bao quanh khu định cư này, một lần nữa giống như là một hàng rào phòng thủ bổ sung để chống lại người Carpi.Một đề từ được phát hiện ra ở Apulum dùng để chào đón hoàng đế Decius (trị vì từ năm 249-251 CN) như là restitutor Daciarum, "người khôi phục Dacia " Ngày 1 tháng 7, năm 251 hoàng đế Decius và quân đội của ông đã bị người Goth đánh bại trong trận Abrittus, (Razgard ngày nay, Bulgaria) và bản thân ông ta cũng bỏ mạng.
Những áp lực vẫn tiếp tục không ngừng dưới triều đại của hoàng đế Gallienus (253-268 CN) và sự đứt đoạn ở nửa phía tây của đế quốc giữa ông và Postumus ở Gaul sau năm 260 có nghĩa là sự chú ý của Gallienus đã chủ yếu tập trung vào khu vực biên giới Danube. Liên tiếp giành được chiến thắng trước người Carpi và các bộ lạc Daci liên đới đã cho phép ông tuyên bố danh hiệu Dacicus Maximus. Tuy nhiên, các nguồn văn học từ thời cổ đại (Eutropius,  Aurelius Victor, và Festus) viết rằng Dacia đã bị mất dưới triều đại của ông. Ông cũng đã chuyển từ Dacia tới Pannonia phần lớn các corhort từ hai quân đoàn Macedonica thứ năm và Gemina thứ mười ba. Những đồng tiền được phát hiện gần đây tại Ulpia Traiana Sarmizegetusa và Porolissum mang hình in nổi của ông,và việc xây dựng các đài tưởng niệm trong tỉnh hầu như đã dừng lại vào năm 260 CN,  năm đánh dấu sự chia cắt tạm thời của đế quốc .
Ngay cả những vùng lãnh thổ ở phía bên kia sông Danube, mà Trajan đã giành được, cũng đã bị mất— Aurelius Victor: De Caesaribus

Những đồng tiền xu được đúc trong giai đoạn phục hồi của đế quốc vào khoảng năm 270 dưới triều đại của Aurelianus mang dòng chữ "Dacia FELIX" ("Dacia hạnh phúc"). Sự cấp bách về việc phải đối phó với Đế chế Palmyra đòi hỏi Aurelianus cần phải giải quyết tình hình dọc theo biên giới Danube trước Một cách miễn cưỡng, và có thể chỉ là một biện pháp tạm thời, ông quyết định từ bỏ hành tỉnh  Thời điểm truyền thống cho sự từ bỏ chính thức Dacia là vào năm 271Một quan điểm khác về thời điểm Aurelianus di tản quân đội và chính quyền dân sự của ông là trong năm 272-273, có thể muộn nhất là năm 275.
Ông đã từ bỏ tỉnh Dacia, mà Trajan đã thiết lập nên ở phía bên kia sông Danube, hết hi vọng với việc có thể giữ lại nó, sau khi tất cả vùng Illyricum và Moesia đã bị sụt giảm dân số do chiến tranh.Các công dân La Mã, những người đã từ bỏ các thành thị và những vùng đất của Dacia, đã được ông định cư trong khu vực nội địa của Moesia.— Eutropius: Abridgement of Roman History

Kết quả cuối cùng là việc Aurelianus thành lập một tỉnh Dacia mới được gọi là Dacia Aureliana với thủ phủ tại Serdica, trước thuộc Hạ Moesia. Một phần của số cư dân La Mã hóa đã định cư ở tỉnh mới phía nam của sông Danube .

## Sau khi người La Mã rút đi

### Sự định cư của người Tervingi
Để bảo vệ các tỉnh phía nam của sông Danube, người La Mã đã giữ lại các pháo đài quân sự trên bờ phía bắc của sông Danube khá lâu sau khi rút khỏi Dacia Traiana.Aurelianus đã cho giữ lại một vị trí tại Drobeta, trong khi một phân đội của quân đoàn thứ mười ba (Legio XIII Gemina) đã đóng quân ở Desa ít nhất là cho đến năm 305 CNNhững đồng tiền xu mang hình ảnh của hoàng đế Gratianus (trị vì từ năm 375-383 CN) đã được phát hiện tại Dierna, có thể chỉ ra rằng thị trấn vẫn tiếp tục tồn tại sau khi người La Mã rút đi.
Các bộ tộc trước đây đã định cư phía bắc của sông Danube, chẳng hạn như người Sarmatia, Bastarnae, Carpi, và người Quadi đã phải chịu áp lực ngày càng tăng bởi sự xuất hiện của người Vandal ở phía bắc, trong khi người Gepid và người Goth gây áp lực từ phía đông và phía đông bắc . Điều này buộc các bộ lạc xưa kia phải tiến vào lãnh thổ La Mã, và làm suy yếu những sự phòng thủ của đế quốc vốn đã bị kéo dài hơn nữa. Để có thể nhận được sự cho phép tiến vào đế quốc, các bộ lạc đã xen kẽ giữa việc cầu khẩn nhà cầm quyền La Mã cho phép họ làm vậy, và hăm dọa họ về các mối đe dọa của cuộc xâm lược nếu yêu cầu của họ đã bị từ chối  Cuối cùng, người Bastarnae được phép định cư ở Thrace, trong khi những người Carpi sống sót được phép định cư trên địa bàn tỉnh mới là Pannonia Valeria nằm ở phía tây quê nhà của họ Tuy nhiên, người Carpi đã không bị xóa sổ bởi các bộ lạc man rợ khác, cũng không hoàn toàn hòa hợp vào đế quốc La Mã. Những người sống sót ở trên khu vực biên giới của đế quốc này rõ ràng được gọi là Carpodacae ("Người Carp từ Dacia").
Năm 291 CN, người Goth lúc này đã phục hồi lại từ sau thất bại của họ dưới tay của Aurelianus, và họ bắt đầu di chuyển vào những gì từng là tỉnh Dacia của La Mã. Khi mà tổ tiên của người Tervingi di cư vào miền đông bắc Dacia, họ đã gặp phải sự chống đối từ người Carpi và những người Daci không bị Latinh tóa. Sau khi đánh bại các bộ lạc này, họ đã bước vào cuộc xung đột với người La Mã, những người vẫn cố gắng duy trì sự kiểm soát dọc theo sông Danube. Một số cư dân bán Latinh vẫn còn sót lại và họ đã cố gắng để cùng tồn tại với người Goth 295 CN, người Goth đã cố gắng để đánh bại người Carpi và sinh cơ lập nghiệp ở Dacia, mà bây giờ gọi là Gothia; Người La Mã đã công nhận người Tervingi như là một Foederatus .Họ đã chiếm phần phía đông của tỉnh cũ và xa hơn nữa, từ Bessarabia trên sông Dniester ở phía đông tới Oltenia ở phía tây . Cho đến tận những năm 320, người Goth vẫn tuân thủ các điều khoản của hiệp ước và tiến hành định cư trong tỉnh Dacia cũ, và khu vực sông Danube đã khá yên ổn được gần một thế hệ.
Khoảng năm 295 sau công nguyên, hoàng đế Diocletianus đã tổ chức lại tuyến phòng thủ dọc theo sông Danube, và thiết lập các doanh trại được bảo vệ bởi thành lũy ở phía bên kia của dòng sông, từ Sirmium tới Ratiaria và Durostorum .

### Những cuộc xâm chiếm cuối cùng của người La Mã
Trong suốt triều đại của Constantinus I, người Tervingi đã lợi dụng cuộc nội chiến giữa ông và Licinius để tấn công đế quốc vào năm 323 CN từ các khu định cư của họ ở Dacia Họ đã ủng hộ Licinius cho đến khi ông ta bị đánh bại vào năm 324, sau đó Ông ta đã bị bắt trong khi đang trên đường chạy trốn đến những vùng đất của họ ở Dacia.Năm 328 CN, Hoàng đế Constantius I đã cho đã xây dựng tại Sucidava một cây cầu mới bắc qua sông Danube, và sửa chữa con đường từ Sucidava tới Romula. Ông cũng dựng lên một pháo đài quân sự tại Daphne (Spantov).
Năm 332, Constantinus I trực tiếp chỉ huy quân đội vượt qua sông Danube và đè bẹp các bộ lạc người Goth đã định cư ở đó, trong quá trình tái lập lại một tỉnh La Mã ở phía bắc của sông Danube Trong sự tôn vinh dành cho chiến tích này, viện nguyên lão đã phong tặng cho ông danh hiệu Dacicus Maximus, và tán dương nó cùng với lễ kỷ niệm 30 năm ngày lên ngôi hoàng đế La Mã của ông vào giữa năm 336 Việc phong tặng danh hiệu này đã được nhìn nhận bởi các học giả như Timothy Barnes giống như ngụ ý về một vài mức độ tái chiếm lại tỉnh Dacia của La Mã.
Cuộc tiến công lớn cuối cùng của người La Mã vào tỉnh Dacia cũ xảy ra trong năm 367 CN, khi hoàng đế Valens đã lợi dụng một sự cố ngoại giao để khởi động một chiến dịch lớn chống lại người Goth. Với hy vọng chiếm lại được vị trí đầu cầu vượt qua sông Danube mà Constantinus đã thiết lập thành công tại Sucidava,,Valens đã phát động một cuộc tấn công vào lãnh thổ của người Goth sau khi vượt qua sông Danube gần Daphne khoảng ngày 30 tháng 5, họ tiếp tục cho đến tháng chín mà không có bất kỳ cuộc giao tranh nghiêm trọng nàoÔng đã cố gắng một lần nữa trong năm 368 CN, và thiết lập căn cứ của mình tại Carsium, nhưng đã bị cản trở bởi một trận lụt trên sông Danube.Vì thế, ông đã dành thời gian của mình cho việc xây dựng lại các pháo đài La Mã dọc theo sông Danube. Năm 369, Valens vượt qua sông và tiến vào Gothia, và lần này ông đã cố gắng để giao chiến với người Tervingi, và đánh bại họ.
Đây là nỗ lực cuối cùng của những người La Mã nhằm duy trì một sự hiện diện trên địa bàn tỉnh cũ trước đây. Ngay sau đó, sự mở rộng về phía tây của người Hun đã làm tăng áp lực đối với người Tervingi, khiến họ buộc phải từ bỏ tỉnh Dacia cũ và tìm nơi ẩn náu bên trong đế quốc La Mã

### Tranh cãi xung quanh số phận của người Dacia-La Mã
Đã có phỏng đoán trong thời gian dài rằng cư dân của Dacia Traiana đã di chuyển về phía nam sau khi Aurelianus bỏ rơi hành tỉnh này 
Một giả thuyết cho rằng quá trình hình thành nên người Rumani bắt đầu với việc La Mã hóa Dacia và cùng với sự tồn tại của một nhóm cư dân Daco-La Mã đã không hoàn toàn từ bỏ hành tỉnh sau khi người La Mã rút đi vào năm 275 SCN. Những bằng chứng khảo cổ thu được từ các địa điểm chôn cất và các khu định cư đã hỗ trợ cho quan điểm cho rằng một phần cư dân bản địa tiếp tục sinh sống ở vùng đất Dacia thuộc La Mã. Những đồ gốm vẫn còn lại có niên đại vào năm 271 SCn ở Potaissa, và những đồng tiền xu La Mã của Marcus Claudius Tacitus và Crispus (con trai của Constantinus I) được phát hiện ở Napoca chứng minh sự tồn tại liên tục của những thành thị ở đó Ở Porolissum, những đồng tiền xu La Mã tiếp tục được lưu hành một lần nữa dưới triều đại của Valentinianus I (364-375), trong khi đó, những người Daco-La Mã địa phương tiếp tục sống ở Ulpia Traiana Sarmizegetusa, đã củng cố lại nhà hát để chống lại các cuộc tấn công của người rợ  Theo giả thuyết này, người dân Rumani đã tiếp tục phát triển dưới ảnh hưởng của đế chế La Mã cho đến đầu thế kỷ thứ 6.

### Cổ đại
- Anonymous (c. 395). Historia Augusta [Augustan History] (bằng tiếng La-tinh).
- Aurelius Victor (c. 361). De Caesaribus [Book of the Caesars] (bằng tiếng La-tinh).
- Cassius Dio (c. 220). Historia Romana [Roman History] (bằng tiếng Hy Lạp cổ).
- Eutropius (c. 364). Breviarium ab urbe condita [Abridgement of Roman History] (bằng tiếng La-tinh).
- Festus (c. 379). Breviarium rerum gestarum populi Romani [Breviarium of the Accomplishments of the Roman People] (bằng tiếng La-tinh).
- Julian (c. 362). The Caesars (bằng tiếng Hy Lạp cổ).
- Lactantius (c. 320). De Mortibus Persecutorum [Of the Manner in Which the Persecutors Died] (bằng tiếng La-tinh).
- Pliny the Younger (c. 109). Epistulae [Letters] (bằng tiếng La-tinh).

### Hiện đại
- Andea, Susan (2006). History of Romania: compendium. Romanian Cultural Institute. ISBN 978-973-7784-12-4.
- Barnes, Timothy David (1981). Constantine and Eusebius. Harvard University Press. ISBN 978-0-674-16531-1.
- Bennett, Julian (1997). Trajan: optimus princeps. Roman imperial biographies. London and New York: Routledge. ISBN 978-0-415-16524-2.
- Bird, Harry W.; Aurelius Victor (1994). Liber de Caesaribus. Translated texts for historians. trans. Harry W. Bird. Liverpool: Liverpool University Press. ISBN 978-0-85323-218-6.
- Birley, Anthony (2000). Marcus Aurelius. Roman imperial biographies. London and New York: Routledge. ISBN 978-0-415-17125-0.
- de Blois, Lukas (1976). The Policy of the Emperor Gallienus. Studies of the Dutch Archaeological and Historical Society. Leiden: Brill Publishers. ISBN 978-0-415-22812-1.
- Bunson, Matthew (2002). Encyclopedia of the Roman Empire. Facts on File library of world history. New York: Facts On File. ISBN 978-0-8160-4562-4.
- Burns, Thomas S. (1991). A History of the Ostrogoths. Midland Book. Indiana University Press. ISBN 978-0-253-20600-8.
- Burns, Thomas S. (2003). Rome and the Barbarians: 100 B.C.–A.D. 400. Ancient society and history. Baltimore, Maryland: Johns Hopkins University Press. ISBN 978-0-8018-7306-5.
- Bury, John Bagnell (1893). A history of the Roman Empire: from its foundation to the death of Marcus Aurelius (27 B.C.–180 A.D.). Student's Series. New York: Harper.
- Campbell, Brian (2005). "The Severan Dynasty". Trong Bowman, Alan K.; Garnsey, Peter; Cameron, Averil (biên tập). The Cambridge ancient history: The crisis of empire, A.D. 193–337. The Cambridge ancient history. Quyển 12. Cambridge University Press. tr. 1–27. ISBN 978-0-521-30199-2.
- Cary, Earnest; Cassius Dio (1927). Roman History, Vol. 9. Loeb Classical Library. London: Harvard University Press.
- Chapot, Victor (1997). Roman World. Psychology Press. ISBN 978-0-415-15583-0.
- Cottrell, P. L.; Notarás, Gerásimos; Casares, Gabriel Tortella (2007). From the Athenian tetradrachm to the euro: studies in European monetary integration. Studies in banking and financial history. Farnham: Ashgate Publishing. ISBN 978-0-7546-5389-9.
- Dana, Dan; Matei-Popescu, Florian (2009). "Soldats d'origine dace dans les diplômes militaires" [Soldiers of Dacian origin in the military diplomas]. Chiron (bằng tiếng Pháp). Quyển 39. Berlin: German Archaeological Institute/Walter de Gruyter. ISSN 0069-3715. Bản gốc lưu trữ ngày 1 tháng 7 năm 2013.
- Dorcey, Peter F. (1992). The cult of Silvanus: A Study in Roman Folk Religion. Columbia studies in the classical tradition. Leiden: E.J. Brill. ISBN 978-90-04-09601-1.
- Ellis, Linda (1998). Shennan, Stephen (biên tập). "'Terra deserta': population, politics, and the [de]colonization of Dacia". World Archaeology. Quyển 30 số 2. Routledge. tr. 220–237. doi:10.1080/00438243.1998.9980408. ISBN 978-0-415-19809-7. ISSN 0043-8243.
- Erdkamp, Paul (2010). A Companion to the Roman Army. Blackwell Companions to the Ancient World. London: John Wiley and Sons. ISBN 978-1-4443-3921-5.
- Găzdac, Cristian (2010). Monetary circulation in Dacia and the provinces from the Middle and Lower Danube from Trajan to Constantine I: (AD 106–337). Volume 7 of Coins from Roman sites and collections of Roman coins from Romania. ISBN 978-606-543-040-2.
- Georgescu, Vlad (1991). Călinescu, Matei (biên tập). The Romanians: a history. Romanian literature and thought in translation series. Columbus, Ohio: Ohio State University Press. ISBN 978-0-8142-0511-2.
- Gibbon, Edward (1816). The history of the decline and fall of the Roman Empire, Volume 1. New York: Abraham Small and M. Carey.
- Giurescu, Constantin C. (1971). The Making of the Romanian Unitary State. Meridane.
- Goldsworthy, Adrian (2003). The Complete Roman Army. Complete Series. London: Thames & Hudson. ISBN 978-0-500-05124-5.
- Grant, Michael (1996). The Antonines: The Roman Empire in Transition. London and New York: Routledge. ISBN 978-0-415-13814-7.
- Grumeza, Ion (2009). Dacia: Land of Transylvania, Cornerstone of Ancient Eastern Europe. G – Reference, Information and Interdisciplinary Subjects Series. Hamilton Books. ISBN 978-0-7618-4465-5.
- Heather, Peter (2010). Empires and barbarians: the fall of Rome and the birth of Europe. Oxford University Press. ISBN 978-0-19-973560-0.
- Jones, Brian W. (1992). The Emperor Domitian. Roman Imperial Biographies Series. London and New York: Routledge. ISBN 978-0-415-04229-1.
- Katsari, Constantina (2011). The Roman Monetary System: The Eastern Provinces from the First to the Third Century AD. Cambridge: Cambridge University Press. ISBN 978-0-521-76946-4.
- Köpeczi, Béla; Makkai, László; Mócsy, András; Szász, Zoltán; Barta, Gábor, biên tập (1994). History of Transylvania – From the Beginnings to 1606. Budapest: Akadémiai Kiadó. ISBN 978-963-05-6703-9.
- Le Bohec, Yann (2000). The imperial Roman army. Routledge. ISBN 978-0-415-22295-2.
- Lenski, Noel Emmanuel (2002). Failure of empire: Valens and the Roman state in the fourth century A.D. University of California Press. ISBN 978-0-520-23332-4.
- MacKendrick, Paul Lachlan (2000). The Dacian Stones Speak. The University of North Carolina Press. ISBN 978-0-8078-4939-2.
- McLynn, Frank (2011). Marcus Aurelius: Warrior, Philosopher, Emperor. Randon House. ISBN 978-1-4464-4933-2.
- Mócsy, András (1974). Pannonia and Upper Moesia. History of the provinces of the Roman Empire. Quyển 4. Routledge. ISBN 978-0-7100-7714-1.
- Moisil, Delia (2002). "The Danube Limes and the Barbaricum (294–498 A.D.) – A Study In Coin Circulation". Histoire et Mesure. Quyển 17 số 3. Paris: École des hautes études en sciences sociales. ISSN 0982-1783.
- Mommsen, Theodor (1999). Demandt, Barbara; Demandt, Alexander (biên tập). A History of Rome under Emperors. Routledge. ISBN 9780415206471.
- Muşat, Mircea; Ardeleanu, Ion (1985). From Ancient Dacia to Modern Romania. Editura Științifică și Enciclopedică.
- Nemeth, Eduard (2005). Armata in sud-vestul Daciei Romane. Mirton. ISBN 973-661-691-6.
- Niebuhr, Barthold Georg (1849). Schmitz, Leonhard (biên tập). Lectures on the history of Rome: from the earliest times to the fall of the Western Empire, Volume 3. Taylor, Walton, and Maberly.
- Nemeti, Sorin (2006). "Scenarios on the Dacians: The Indigenous Districts". Studia Universitatis Babeș-Bolyai – Historia. Quyển 51 số 1. Cluj-Napoca: Babeș-Bolyai University. ISSN 1220-0492.
- Nixon, C. E. V.; Saylor Rodgers, Barbara (1994). In Praise of Later Roman Emperors: The Panegyrici Latini. Transformation of the Classical Heritage. Quyển 21. Berkeley, California: University of California Press. ISBN 978-0-520-08326-4.
- Odahl, Charles Matson (2004). Constantine and the Christian Empire. Roman imperial biographies. New York and Oxfordshire: Routledge. ISBN 978-0-415-17485-5.
- Oliva, Pavel (1962). Pannonia and the onset of crisis in the Roman Empire. London and New York: Nakl. Československé akademie věd. OCLC 2673975.
- Oltean, Ioana Adina (2007). Dacia: landscape, colonisation and romanization. Routledge monographs in classical studies. London and New York: Routledge. ISBN 978-0-415-41252-0.
- Oltean, Ioana Adina (2009). Hanson, W. S. (biên tập). "Dacian ethnic identity and the Roman Army". Journal of Roman Archaeology. Quyển 74 số The army and frontiers of Rome. Portsmouth, Rhode Island. ISBN 978-1-887829-74-8. ISSN 1047-7594.
- Opper, Thorsten (2008). Hadrian: empire and conflict. London and New York: Harvard University Press. ISBN 978-0-674-03095-4.
- Opreanu, Coriolan Horațiu (2006). "The North Danube Regions from the Roman Province of Dacia to the Emergence of the Romanian Language (2nd–8th Centuries A. D.)". Trong Pop, Ioan Aurel; Bolovan, Ioan; Andea, Susana (biên tập). History of Romania: Compendium. Cluj-Napoca: Romanian Cultural Institute (Center for Transylvanian Studies). ISBN 978-973-7784-12-4.
- Opreanu, Coriolan Horațiu (2015). "Caracalla and Dacia: Imperial Visit, A Reality or Only Rumour?". Journal of Ancient History and Archaeology. Quyển 2 số 2. Cluj-Napoca, Romania: Institute of Archaeology and Art History.
- Oțetea, Andrei (1970). The History of the Romanian people. Scientific Pub. Hoose. ISBN 9780805759204.
- Pares, Bernard; Seton-Watson, Robert William; Williams, Harold; Jopson, Norman Brooke (1939). "The Slavonic and East European Review: a survey of the peoples of eastern Europe, their history, economics, philology and literature". The Slavonic and East European Review. Quyển 18 số 52. London: W.S. Maney & Son Ltd. ISSN 0037-6795. JSTOR i391955.
- Parker, Henry Michael Denne (1958). A history of the Roman world from A.D. 138 to 337. Methuen Publishing. ISBN 9780416436907.
- Parker, Philip (2010). The Empire Stops Here: A Journey Along the Frontiers of the Roman World. New York: Random House. ISBN 978-1-4090-1632-8.
- Pârvan, Vasile (1928). Dacia: An Outline of the Early Civilization of the Carpatho-Danubian Countries. The University Press.
- Petolescu, Constantin C. (2010). Dacia – Un mileniu de istorie. Editura Academiei Române. ISBN 978-973-27-1999-2.
- Pop, Ioan Aurel (1999). Romanians and Romania: A Brief History. East European monographs. East European Monographs. ISBN 978-0-88033-440-2.
- Potter, David (1998). "Procurators in Asia and Dacia under Marcus Aurelius: A Case Study of Imperial Initiative in Government" (PDF). Zeitschrift für Papyrologie und Epigraphik. số 123. University of Michigan: Habelt. tr. 270–274.
- Price, Glanville (2000). Encyclopedia of the languages of Europe. Wiley-Blackwell. ISBN 978-0-631-22039-8.
- Schmitz, Michael (2005). The Dacian Threat 101–106 AD. Enemies of Rome Monograph Series. Armidale, New South Wales: Caeros Pty, Limited. ISBN 978-0-9758445-0-2.
- Scott, Andrew G. (2008). Change and discontinuity within the Severan dynasty: The case of Macrinus. ISBN 978-0-549-89041-6.[liên kết hỏng]
- Southern, Pat (2001). The Roman Empire from Severus to Constantine. London and New York: Routledge. ISBN 978-0-415-23943-1.
- Southern, Pat; Dixon, Karen R. (1996). The late Roman army. Routledge. ISBN 978-0-7134-7047-5.
- Stoicescu, Nicolae (1983). The Continuity of the Romanian People, Volume 2. Editura Științifică și Enciclopedică.
- Thompson, E. A. (2002). Romans and barbarians: the decline of the Western Empire. University of Wisconsin Press. ISBN 978-0-299-08704-3.
- Treptow, Kurt W.; Bolovan, Ioan (1996). Treptow, Kurt W.; Bolovan, Ioan (biên tập). A History of Romania. East European Monographs. ISBN 978-0-88033-345-0.
- Vékony, Gábor (2000). Dacians, Romans, Romanians. Toronto and Buffalo: Matthias Corvinus Publishing. ISBN 978-1-882785-13-1.
- Waldman, Carl; Mason, Catherine (2006). Encyclopedia of European peoples, Volume 1. Infobase Publishing. ISBN 978-0-8160-4964-6.
- Watson, Alaric (2004). Aurelian and the Third Century. London and New York: Routledge. ISBN 978-0-415-30187-9.
- Watson, John Selby; Justin; Cornelius Nepos; Eutropius (1853). Justin, Cornelius Nepos, and Eutropius: literally translated, with notes and a general index. Bohn's Classical Library. trans. Rev. John Selby Watson. London: Henry G. Bohn.
- Webb, Percy Henry (1927). Mattingly, Harold; Sydenham, Edward Allen (biên tập). The Roman Imperial Coinage: Valerian – Florian. The Roman Imperial Coinage. Quyển 5, Part 1. Spink & Son.[liên kết hỏng]
- Webster, Graham (1998). The Roman Imperial Army of the first and second centuries A.D. University of Oklahoma Press. ISBN 978-0-8061-3000-2.
- Wilkes, John (2000). "The Danube Provinces". Trong Bowman, Alan K.; Garnsey, Peter; Rathbone, Dominic (biên tập). The Cambridge ancient history: The High Empire, A.D. 70–192. The Cambridge ancient history. Quyển 11. Cambridge University Press. tr. 577–603. ISBN 978-0-521-26335-1.
- Wilkes, John (2005). "Provinces and Frontiers". Trong Bowman, Alan K.; Garnsey, Peter; Cameron, Averil (biên tập). The Cambridge ancient history: The crisis of empire, A.D. 193–337. The Cambridge ancient history. Quyển 12. Cambridge University Press. tr. 212–268. ISBN 978-0-521-30199-2.
- Williams, Stephen (2000). Diocletian and the Roman Recovery. London and New York: Routledge. ISBN 978-0-415-91827-5.[liên kết hỏng]
- Wolfram, Herwig; Dunlap, Thomas J. (1990). History of the Goths. University of California Press. ISBN 978-0-520-06983-1.